# Église Saint-Martin d'Attainville
L'église Saint-Martin est une église catholique paroissiale située à Attainville, en France.
Elle succède à une église précédente dont la dédicace n'a été célébrée qu'en 1529. Mais cette église menace ruine en 1570, et doit être remplacée d'urgence. Bien que la paroisse ne dispose pas d'économies, un emprunt permet de lancer les travaux en 1572. La direction du chantier est confiée au maître-maçon Nicolas de Saint-Michel de Luzarches, qui adopte un plan simple sans transept et une élévation dans la tradition des églises gothiques flamboyantes. Il conçoit un agréable décor dans le style Renaissance, dont il maîtrise parfaitement le vocabulaire ornemental. Les travaux progressent très rapidement. Quand les fonds viennent de manquer en 1575, l'édifice n'est pas entièrement achevé. La consécration est néanmoins célébrée en septembre 1576, et l'église est utilisée pour le culte à partir de cette date.
Elle est sobre, élégante et lumineuse. Malgré la répétition des mêmes motifs sur tous les supports de la nef et des bas-côtés, la monotonie ne s'installe pas. La façade occidentale, l'étage de beffroi du clocher, la majeure partie du bas-côté nord et les voûtes ne sont bâtis qu'ultérieurement. Ainsi, l'achèvement définitif n'a lieu qu'en 1817. Pour tous les ajouts postérieurs à 1576, l'esprit de l'architecture d'origine est tout à fait respecté, et l'homogénéité de l'ensemble est étonnante. L'église est classée monument historique depuis 1912. Elle représente un exemple remarquable de l'architecture Renaissance en Pays de France, et tout en sachant qu'elle n'a pas été achevée lors de sa consécration, elle peut être considérée comme l'une des églises au délai de construction le plus bref.

## Localisation
L'église est située dans le département français du Val-d'Oise, sur la commune d'Attainville, passage de l'Église, à l'est de la mairie. Église, mairie et une poignée d'autres bâtiments sont bâtis sur une proéminence assez faible, que l'on n'aperçoit pas de loin car se situant dans une cuvette. Que l'on monte par l'escalier depuis la rue de l'Orme (RD 9e) ou par le passage de l'Église depuis le grand carrefour au centre du village, l'on s'approche de l'église par la façade occidentale. L'élévation méridionale donne sur le cimetière, et le mur septentrional sur un parking. L'on peut ainsi faire le tour de l'église, mais il n'est pas possible de regarder l'élévation du chevet avec du recul, car elle donne presque immédiatement sur un terrain privé. La meilleure vue de l'église est assurée depuis la limite sud du cimetière.

## Historique

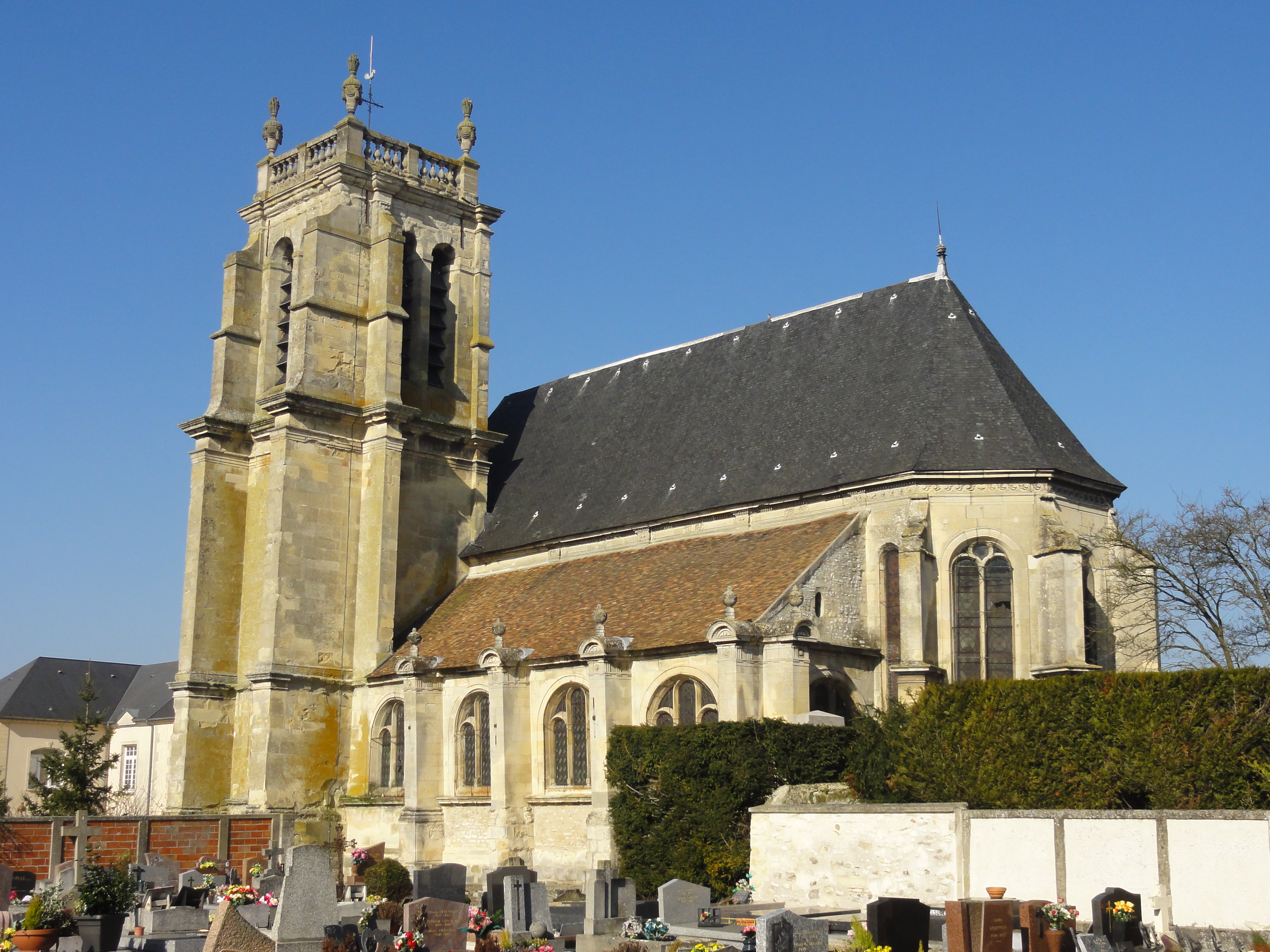
Vue d'ensemble depuis le sud.

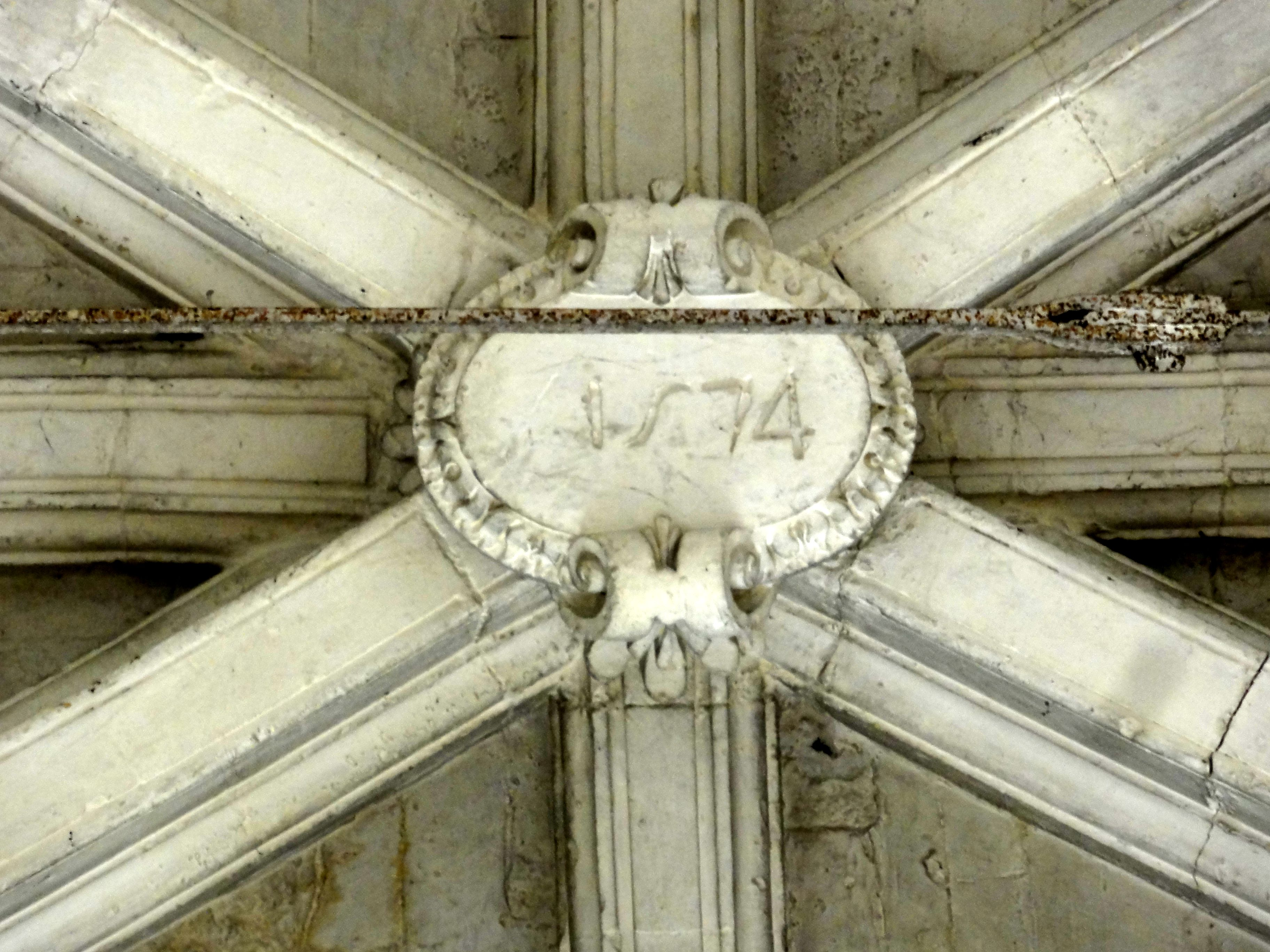
Clé de voûte portant la date de 1574.

En 1147, le pape Eugène III confirme la donation de l'église d'Attainville au prieuré Saint-Martin-des-Champs par un évêque de Paris qui n'est pas cité nommément ; cette même donation est confirmée quelques années plus tard par Thibaud, évêque de Paris. Ce sont donc les religieux de Saint-Martin-des-Champs qui présentent à la cure d'Attainville. Après le milieu du XIVe siècle, Philippe de Mézières rachète la seigneurie d'Attainville afin de la donner au monastère des Célestins de Paris, où il se retire lui-même pour y finir ses jours. Les religieux Célestins deviennent ainsi seigneurs d'Attainville et le démeurent jusqu'à la Révolution française.
La précédente église d'Attainville a été consacrée en septembre 1529 par Gui de Montmirail, évêque in partibus de Mégare (de), en présence de Pierre Jourdan, curé. Il ne faut pas en conclure que cette église était neuve, car elle se trouve très dégradée au milieu du XVIe siècle, et elle menace ruine en 1570. Les procureurs des Célestins sur place, dom d'Orléans et dom du Corroy, décident en concertation avec le curé Denis Tissier de faire construire une nouvelle église. Attainville est pauvre et l'argent fait défaut. Vue l'urgence de bâtir une nouvelle église, les marguilliers reçoivent l'autorisation de contracter des emprunts à concurrence de 1 800 livres en hypothéquant les biens de la fabrique. Le marché est attribué au maître-maçon luzarchois Nicolas de Saint-Michel : son nom est consigné dans un inventaire des titres de l'église rédigé au XVIIIe siècle. Les travaux commencent peu de temps après, au plus tard en août 1572. Ils sont rondement menés, et selon Dominique Foussard et Charles Terrasse, le chœur aurait été terminé en 1574, à en juger par la date gravée dans une clé de voûte. Seul bémol, cette clé de voûte se trouve dans la nef qui n'a été voûtée qu'au début du XIXe siècle... En tout cas, les travaux s'arrêtent dès 1575 pour raison d'épuisement des fonds, sans que l'église soit entièrement achevée. Les marguilliers doivent encore 250 livres tournois à l'architecte, qu'ils se proposent de rembourser par des annuités de 20 livres. Ce qui manque surtout est la façade occidentale. Les autres éléments non encore construits ne sont pas indispensables pour pouvoir utiliser l'église : l'étage de beffroi du clocher, les voûtes de la nef et du bas-côté sud, ainsi que probablement le bas-côté nord hormis sa dernière travée. Charles Terrasse n'est pas certain si la nef elle-même est déjà terminé dans un si bref délai, tout en la considérant comme une œuvre de Nicolas de Saint-Michel,,.
La consécration solennelle peut être célébrée dès le 9 septembre 1576 par Henri le Meignen, évêque de Digne résidant à Paris du fait des guerres de religion, et natif d'Oissery. Il est assisté de Noël Tissier, curé d'Attainville, et de Denis Tissier, son vicaire, en présence du sous-prieur Jean du Courroy et d'autres représentants du couvent des Célestins de Paris. Trois autels sont consacrés en ce jour, et la fête patronale est fixée pour le dimanche après la Nativité de la Vierge. Les travaux restants sont ajournés pendant si longtemps que l'église se retrouve une fois de plus en mauvais état en 1667. Elle est alors réparée et dotée et enfin dotée d'une façade occidentale digne de ce nom. Le baron Ferdinand de Guilhermy indique l'année 1682 comme date d'achèvement, mais Charles Terrasse remarque qu'il lui est impossible de dire pour quelle raison. Le clocher n'a toujours pas reçu son étage de beffroi au milieu du XVIIIe siècle quand l'abbé Lebeuf visite Attainville, qui dit que le clocher est bas mais très bien bâti. La nef est alors recouverte d'une fausse voûte en berceau de plâtre. Ce n'est donc qu'à la fin de l'Ancien Régime que le clocher reçoit son étage de beffroi d'une facture élégante, à moins que l'abbé Lebeuf ait commis une erreur, car l'architecture évoque plutôt le XVIIe siècle. L'intérieur n'est voûté sur croisées d'ogives qu'en 1817. Cette information est tirée de la date qui se lisait encore sur une clé de voûte au milieu du XIXe siècle et qui a été relevée par le baron de Guilhermy : les archives de la paroisse sont si incomplètes que l'on ignore jusqu'au nom de l'architecte malgré la date relativement récente,,. L'édifice est classé au titre des monuments historiques par 11 décembre 1912.
Après la Révolution française et la création du département de Seine-et-Oise, la paroisse est rattachée au nouveau diocèse de Versailles qui correspond exactement au territoire du département. Dans le contexte de la refonte des départements d'Île-de-France, le nouveau diocèse de Pontoise est érigé en 1966, et Attainville en fait partie à l'instar de toutes les autres paroisses du département. Le diocèse de Paris se limite désormais à la seule ville de Paris. La paroisse d'Attainville n'est plus indépendante, et est desservie par le curé de Domont. Des messes dominicales y sont célébrées le premier dimanche du mois seulement.

## Description

### Aperçu général
Orientée légèrement vers le nord-ouest du côté de la façade occidentale, l'église dépourvue de transept se compose d'une nef aveugle de cinq travées barlongues accompagnée de bas-côtés ; d'une abside à pans coupés ; du clocher s'élevant au sud de la première travée du bas-côté sud ; d'une sacristie au sud de l'abside ; et d'une annexe à l'ouest du bas-côté nord, comportant un escalier desservant les combles. La seconde travée de la nef est un peu plus profonde que les autres, et le bas-côté nord est plus étroit que le bas-côté sud. Sa largeur augmente successivement jusqu'à la limite entre la seconde et la troisième travée, puis va en diminuant. L'ensemble des travées est voûté d'ogives. L'église possède deux accès, les deux du côté de la façade occidentale : le portail principal et une petite porte dans la base du clocher. Le toit de la nef ne présente pas de pignon : il est à croupe au-dessus de la façade, et à trois pans au-dessus du chevet. Les bas-côtés sont couverts de toits en appentis s'appuyant contre les murs gouttereaux de la nef, tout en laissant libre une portion de mur avec une corniche.

### Extérieur

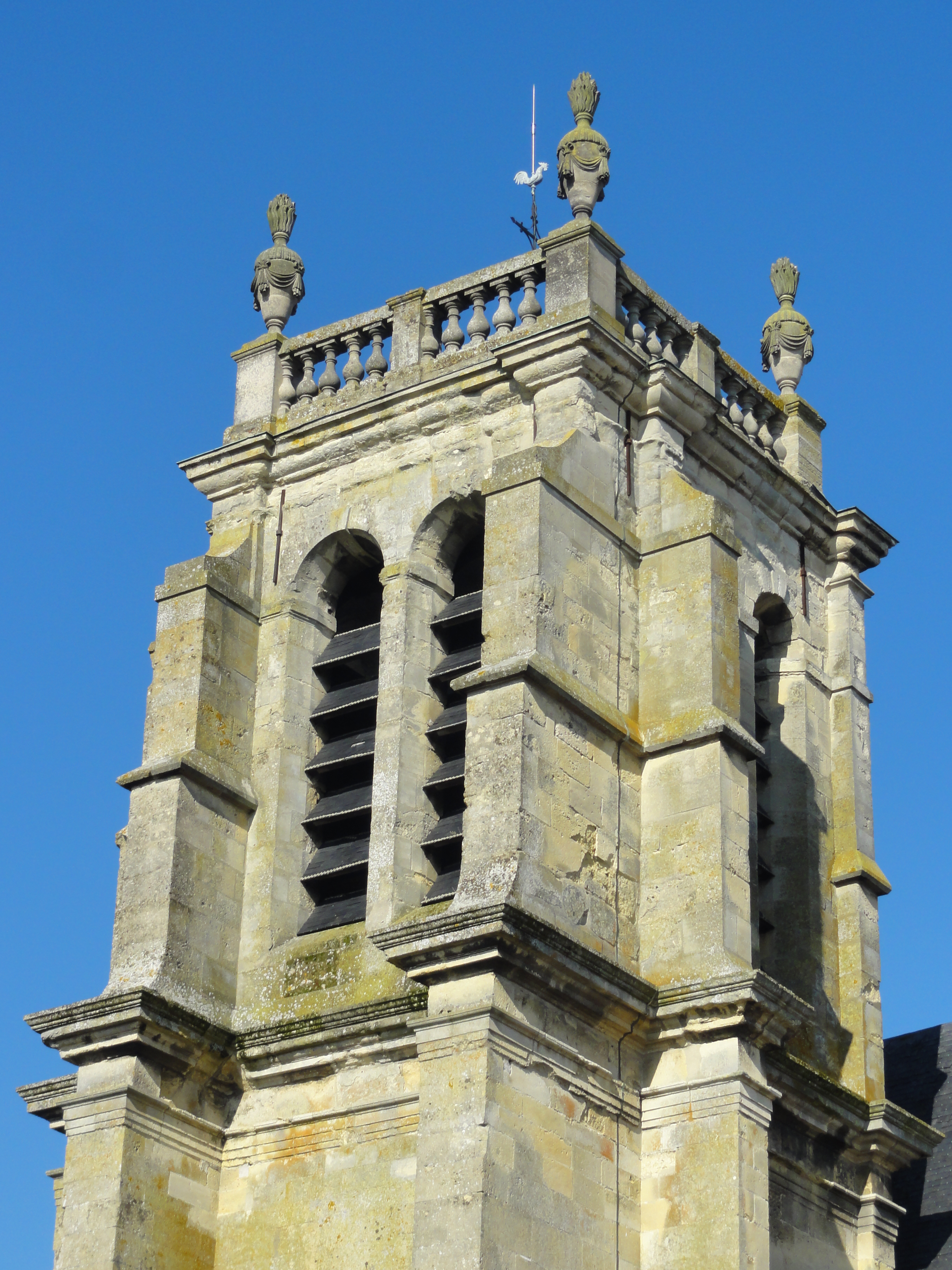
Étage de beffroi du clocher.

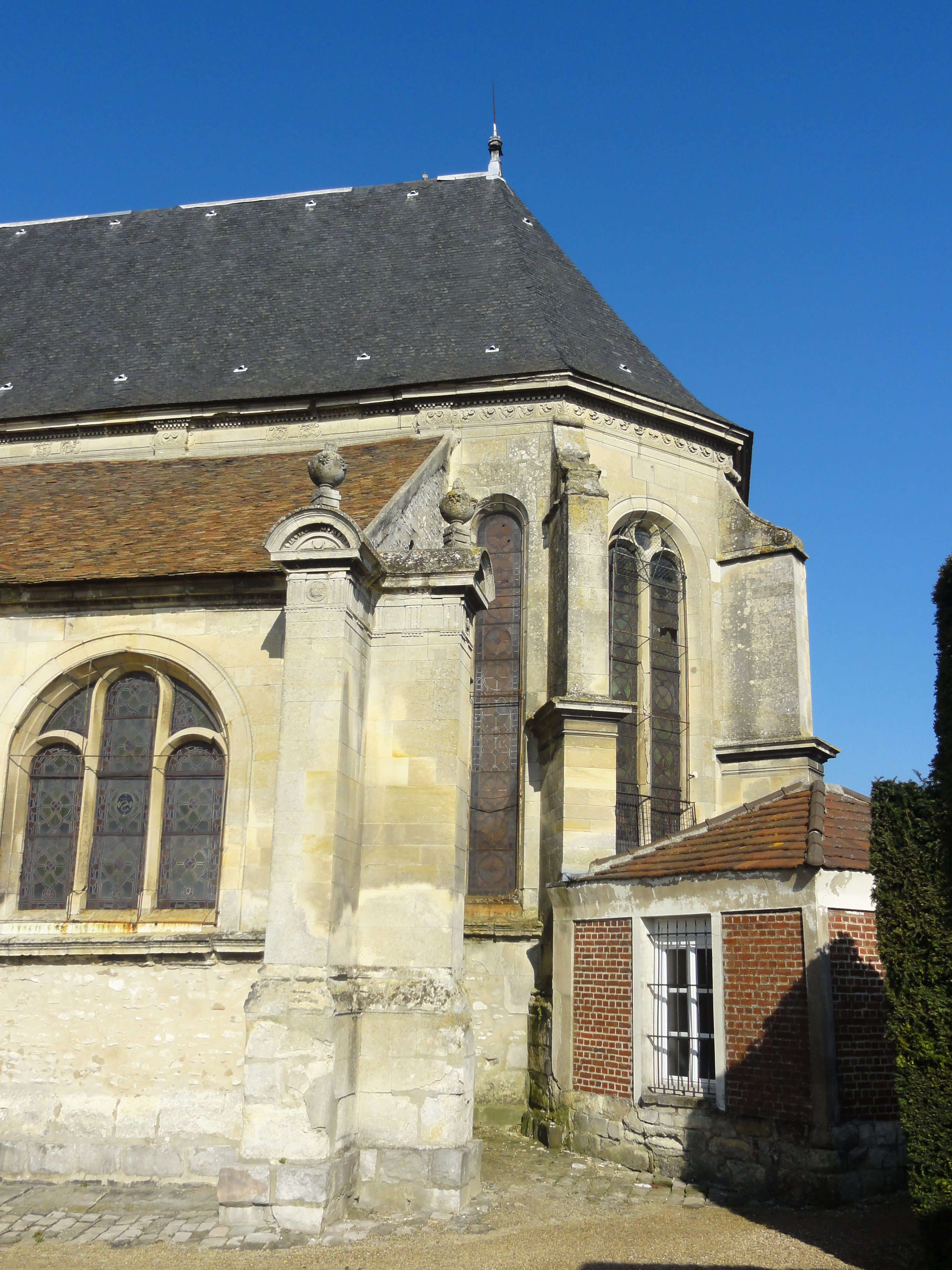
Chevet, côté sud.

Charles Terrasse approuve l'originalité de la tour, mais qualifie la façade occidentale de pauvre et triste. Sa partie est surmontée d'un petit fronton triangulaire et s'organise sur deux niveaux, tous les deux cantonnés de pilastres d'une facture simple. Le portail en cintre surbaissé est surmonté par une grande verrière en plein cintre, tout comme les baies du bas-côté sud et du chœur. L'extrémité occidentale du bas-côté nord n'entre pas dans la composition de la façade proprement dite ; elle fait saillie devant la façade, mais son contrefort sommaire, son appareil en moellons irréguliers et son toit en bâtière biscornu évoquent plutôt un bâtiment de ferme. La partie faisant saillie contient un escalier, et comme les deux premières travées du bas-côté nord, est réputée comme vestige de la précédente église.
À droite de la façade, se dresse le majestueux clocher, qui comporte une base et un premier étage aveugle, ainsi que l'étage de beffroi construit tardivement. La tour est épaulée par de massifs contreforts strictement verticaux. Ils sont scandés horizontalement par des ébauches d'entablements qui marquent les limites entre les étages. Un bandeau mouluré s'y ajoute en bas du rez-de-chaussée, et un larmier à mi-hauteur de l'étage de beffroi. Le rez-de-chaussée possède seulement une fenêtre côté sud. De ce côté, les contreforts sont deux fois plus saillants qu'à l'ouest et à l'est, et se retraitent à la fin du premier et à la fin du second étage moyennant des galbes. Les autres contreforts se contentent d'un galbe moins prononcé à leur sommet. L'étage de beffroi se termine par une balustrade agrémentée à chacun des quatre angles par un pot à feu très élancé, et le toit reste imperceptible. Chaque face est percée de deux hautes et étroites baies abat-son en plein cintre. Ce clocher est de style style classique, et la sobriété du décor ne fournit pas d'indices pour une datation exacte.
La façade méridionale donnant sur le cimetière est, elle aussi, dominée par le clocher. Elle paraît d'une grande sobriété, mais est agrémentée d'un décor tout en finesse. La partie supérieure du mur gouttereau de la nef qui affleure au-dessus du sommet du toit en appentis du bas-côté est ornée de chapiteaux de pilastres décorés de postes affrontés encadrant un feuillage. Ces chapiteaux représentent en fait les sommets des arcs-boutants de la nef dissimulés sous la toiture. Entre deux chapiteaux, court une corniche d'oves et de denticules, et des cartouches sont flanqués de branches de laurier. Les contreforts du bas-côté ont des socles et des bases attiques, et se terminent par des entablements doriques réduits à une frise de diglyphes à gouttes et une corniche d'oves. Les entablements sont recouverts de chaperons cintrés, qui présentent un petit fronton sur la face, et qui sont surmontés d'un dé ou acrotère placé de biais supportant une éolipyle. Ces contreforts sont inspirés du modèle mis au point sur l'église de Luzarches, mais ils sont plus aboutis à Attainville. Les baies sont plus larges que hautes et pourvues d'un réseau fort simple, composé de trois arcatures plein cintre, dont celle du milieu plus élevée que les autres,.
L'extrémité sud-est du bas-côté sud est munie de deux contreforts orthogonaux, identiques aux autres. Le bas-côté se termine par un chevet plat, également percé d'une fenêtre. La petite sacristie se situe devant. Au-dessus, le demi-pignon est bâti en petit moellons irréguliers, ce qui contraste avec la belle pierre de taille employée ailleurs. Quant à l'abside du vaisseau central, elle comporte une courte partie droite, percée au sud et au nord d'une haute et étroite fenêtre sans remplage, et une partie à trois pans. Ici, les fenêtres sont pourvues d'un remplage Renaissance standard de deux arcatures plein cintre surmontées d'un oculus. En haut, court toujours la corniche d'oves et de denticules. Quelques pommes de pin sont accrochées à la corniche. La frise est différente de celle de la nef, et ne comporte pas de vides. Elle est constituée de postes et contrepostes, motif original que Nicolas de Saint-Michel n'a employé qu'à l'intérieur de l'église ailleurs (Le Plessis-Gassot). Des palmettes stylisées occupent les angles, au-dessus des contreforts. Ceux-ci sont largement saillants et légèrement inclinés ; scandés de larmiers décoratifs, ils sont amortis par des ailerons. Le chevet du bas-côté nord est analogue à son homologue au sud, mais légèrement plus large, et son demi-pignon est en pierre de taille,.
En ce qui concerne l'élévation nord, elle a été moins soignée du fait de la présence de bâtiments mitoyens aujourd'hui disparus. De la troisième à la dernière travée, le mur de la nef a toutefois bénéficié de la même corniche et de la même frise qu'au sud. Au niveau des deux premières travées, toute ornementation fait défaut. La disparité est encore plus frappante au niveau du bas-côté. L'unique contrefort Renaissance est celui à l'angle du chevet. La dernière travée est en plus grande partie bâtie en pierre de taille, puis le mur est enduit jusqu'à la limite entre la troisième et la seconde travée, ce qui permet de conclure à un petit appareil de qualité médiocre. Il n'y a point de contrefort sur cette section. La dernière travée présente une disposition particulière ; le mur se retraite à mi-hauteur et est ajouré d'un oculus dans sa partie haute, et montre une petite porte en plein cintre muré dans sa partie basse. La quatrième et la troisième travée ont les mêmes fenêtres que le bas-côté sud. Puis un contrefort difforme dont le glacis est couvert de tuiles marque le début de la partie provenant de la précédente église. Ici les contreforts sont en pierre de taille, mais les murs en moellons. La fenêtre de la seconde travée est toutefois analogue aux autres, tandis que celle de la première travée est plus étroite et dépourvue de remplage. La travée elle-même est aussi plus étroite. Les deux premiers contreforts sont moins larges et moins saillants que le précédent, et se superposent à des contreforts plats garnis d'un larmier en hauteur. À droite de la première travée, le mur de l'annexe contenant l'escalier est aveugle et sans caractère. Le toit du bas-côté contient ici une petite lucarne avec une porte.

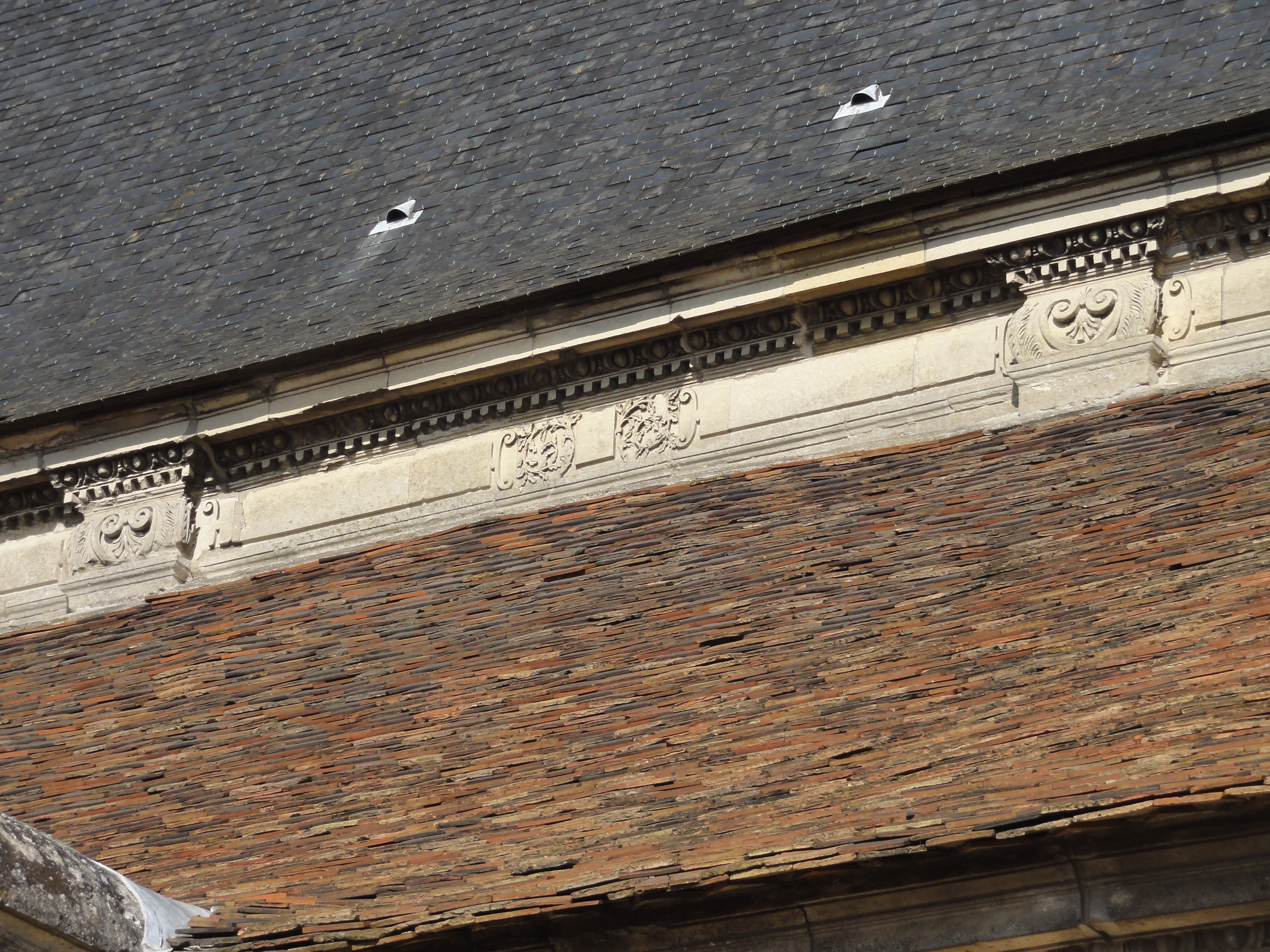
Frise sur la nef.
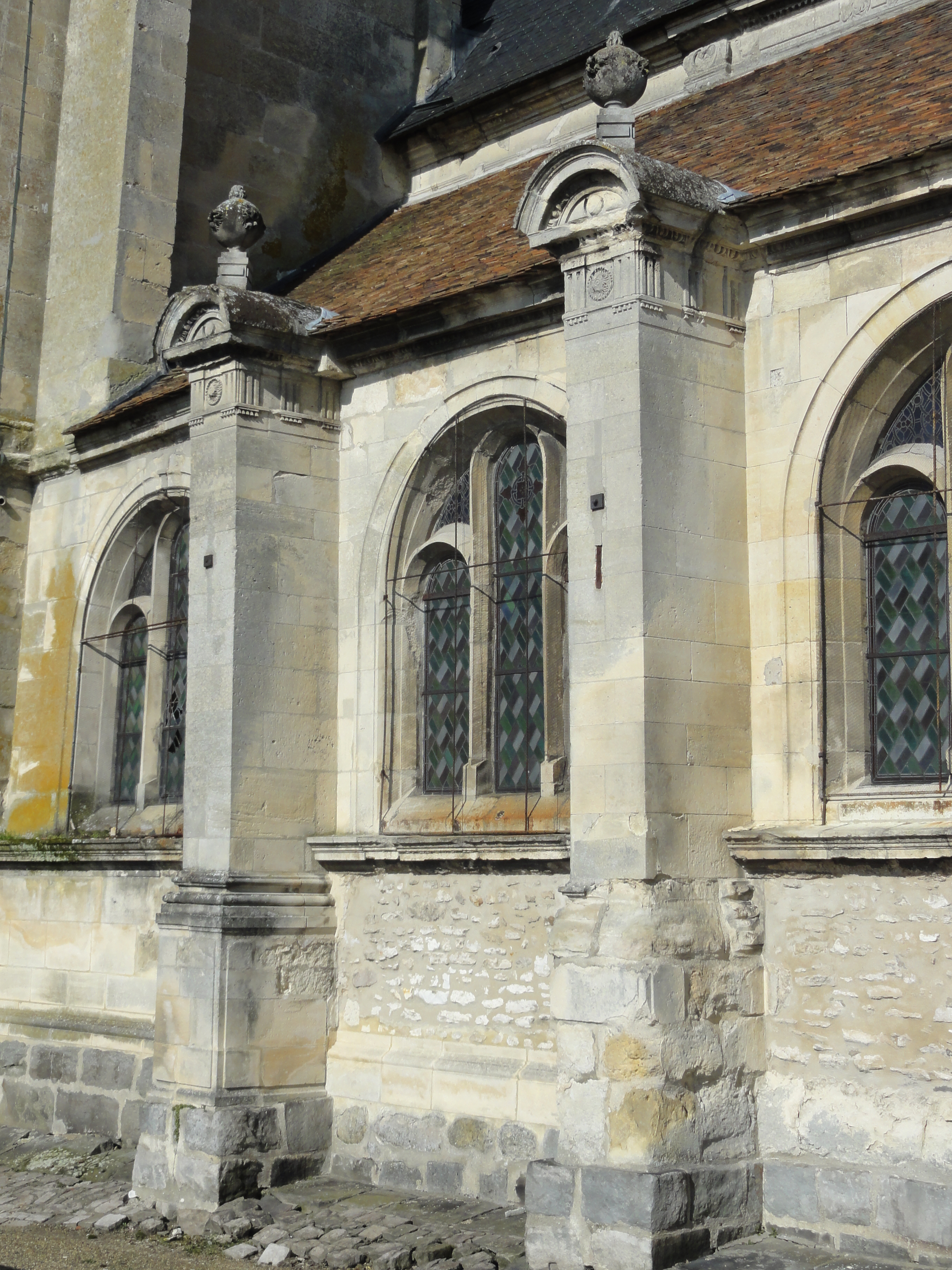
Contreforts du bas-côté sud.
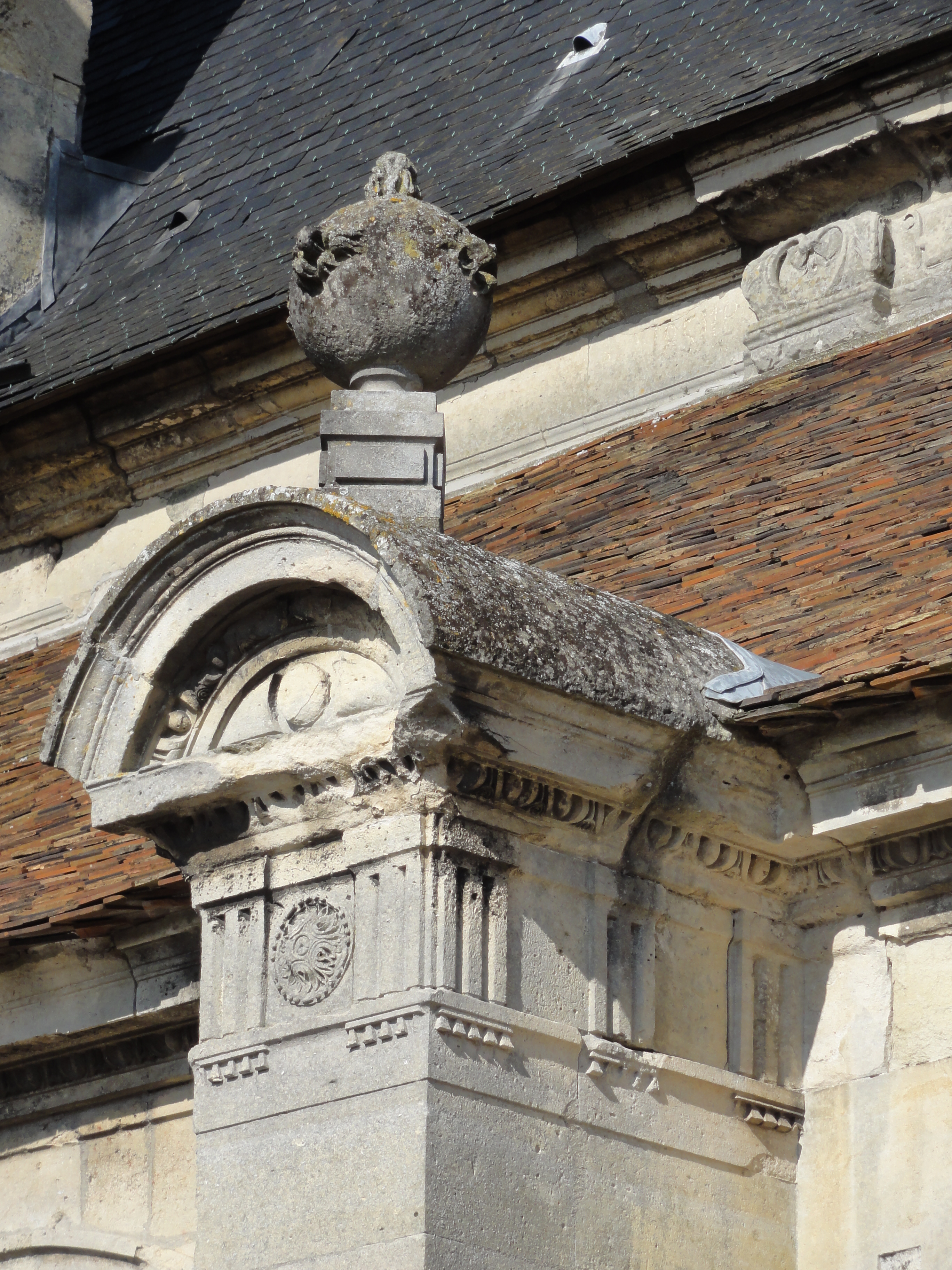
Détail d'un contrefort.
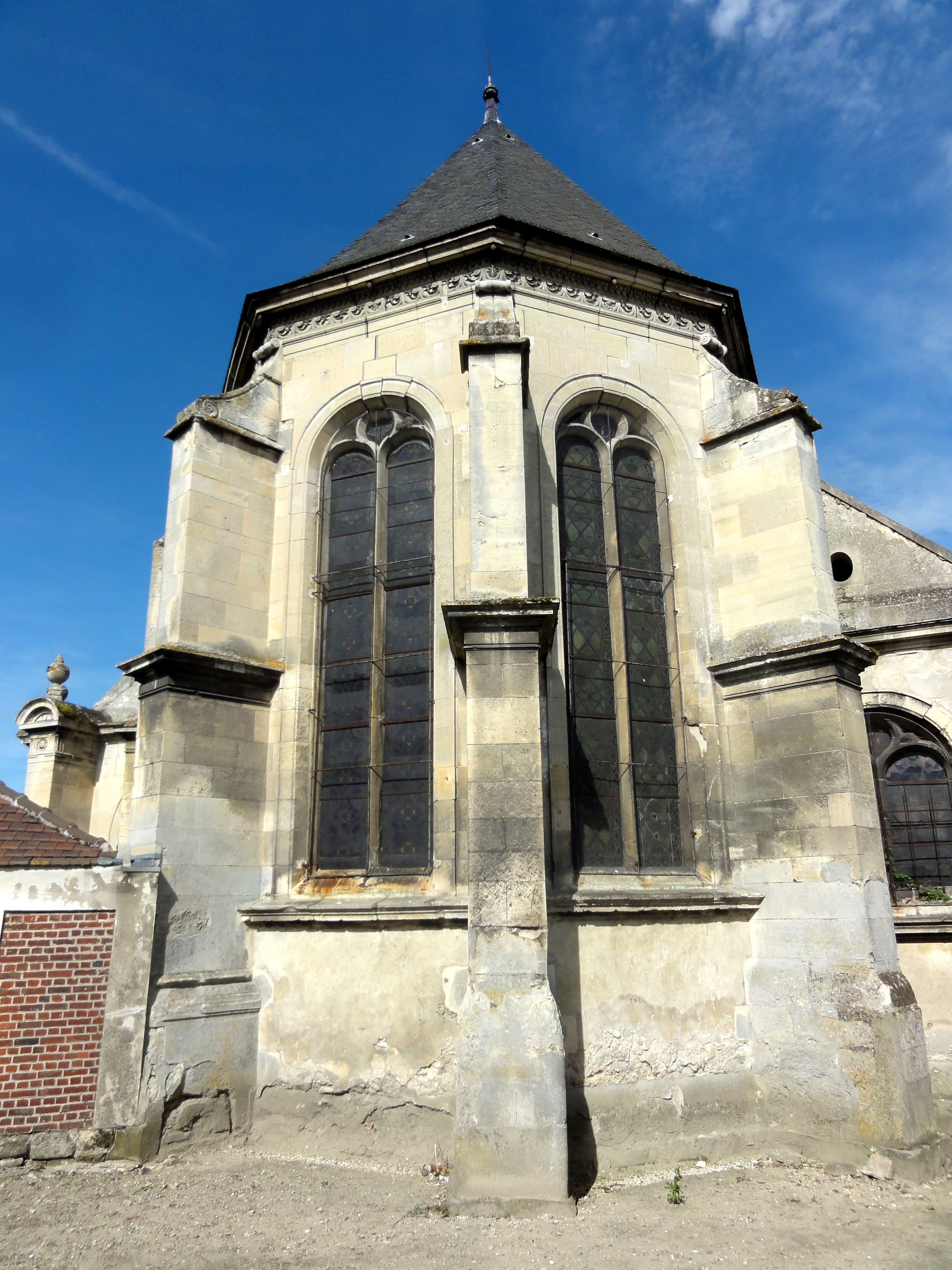
Chevet.
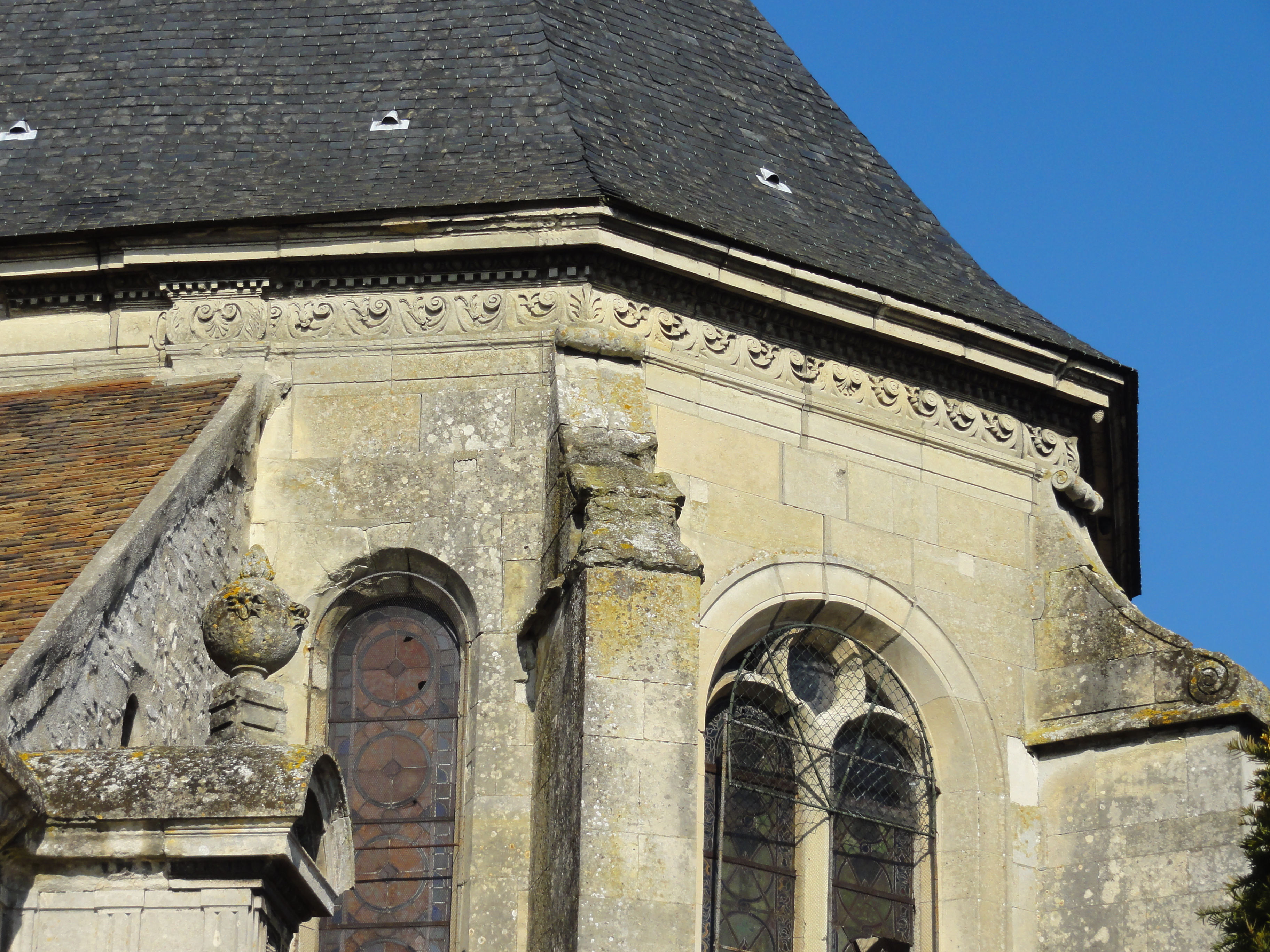
Détail du chevet.
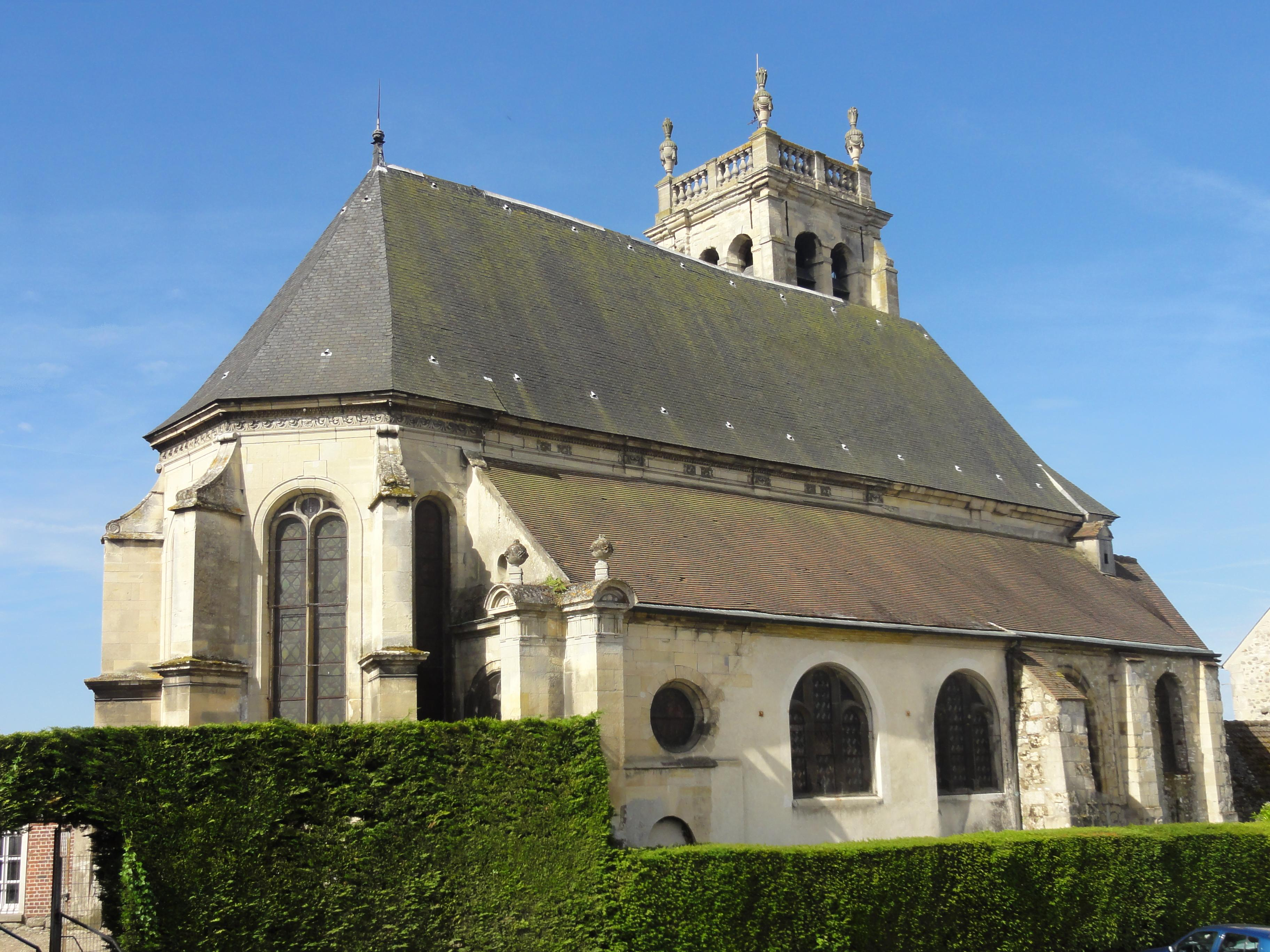
Vue depuis le nord-est.

### Intérieur

#### Vaisseau central

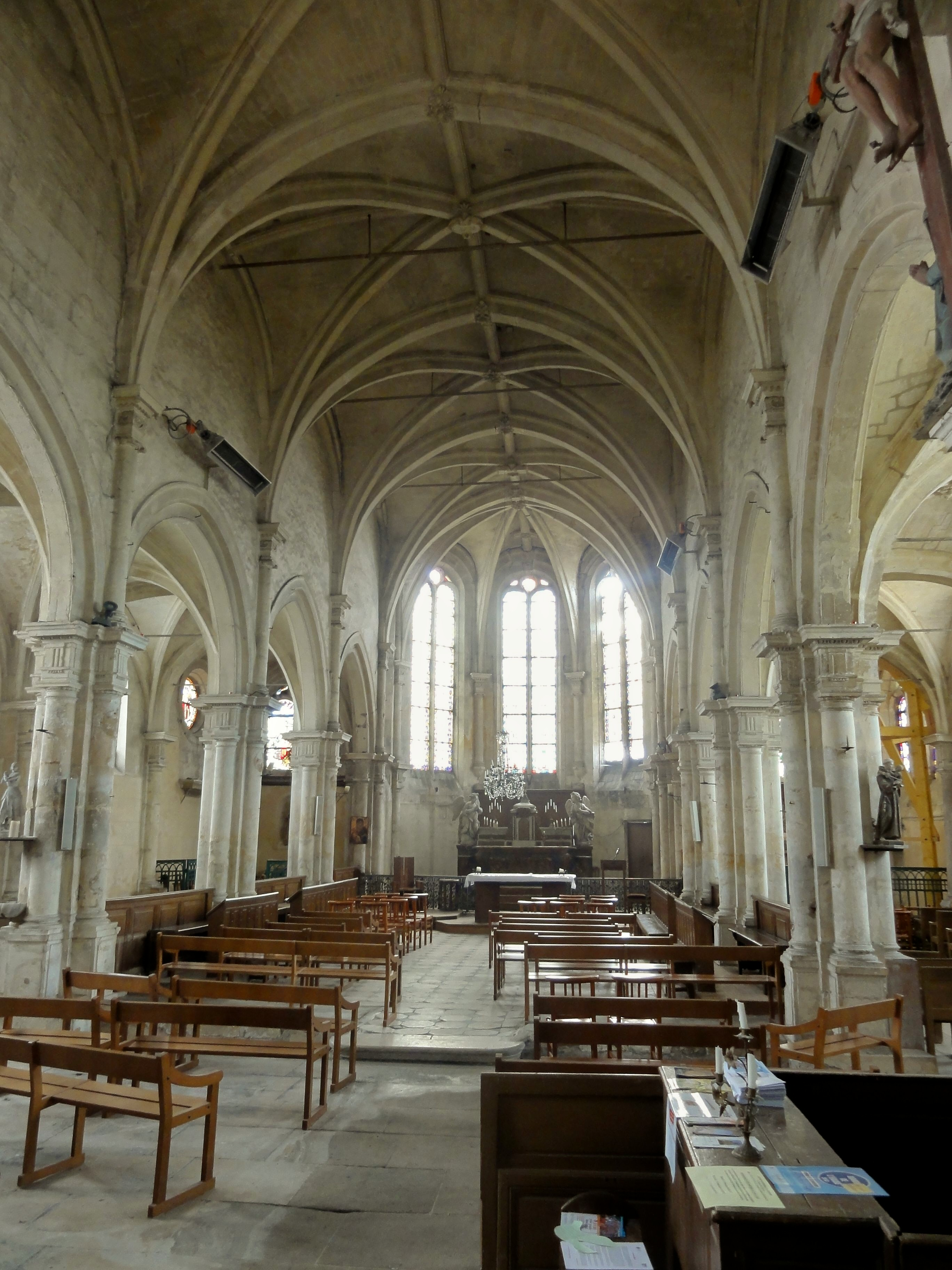
Vue générale intérieure.

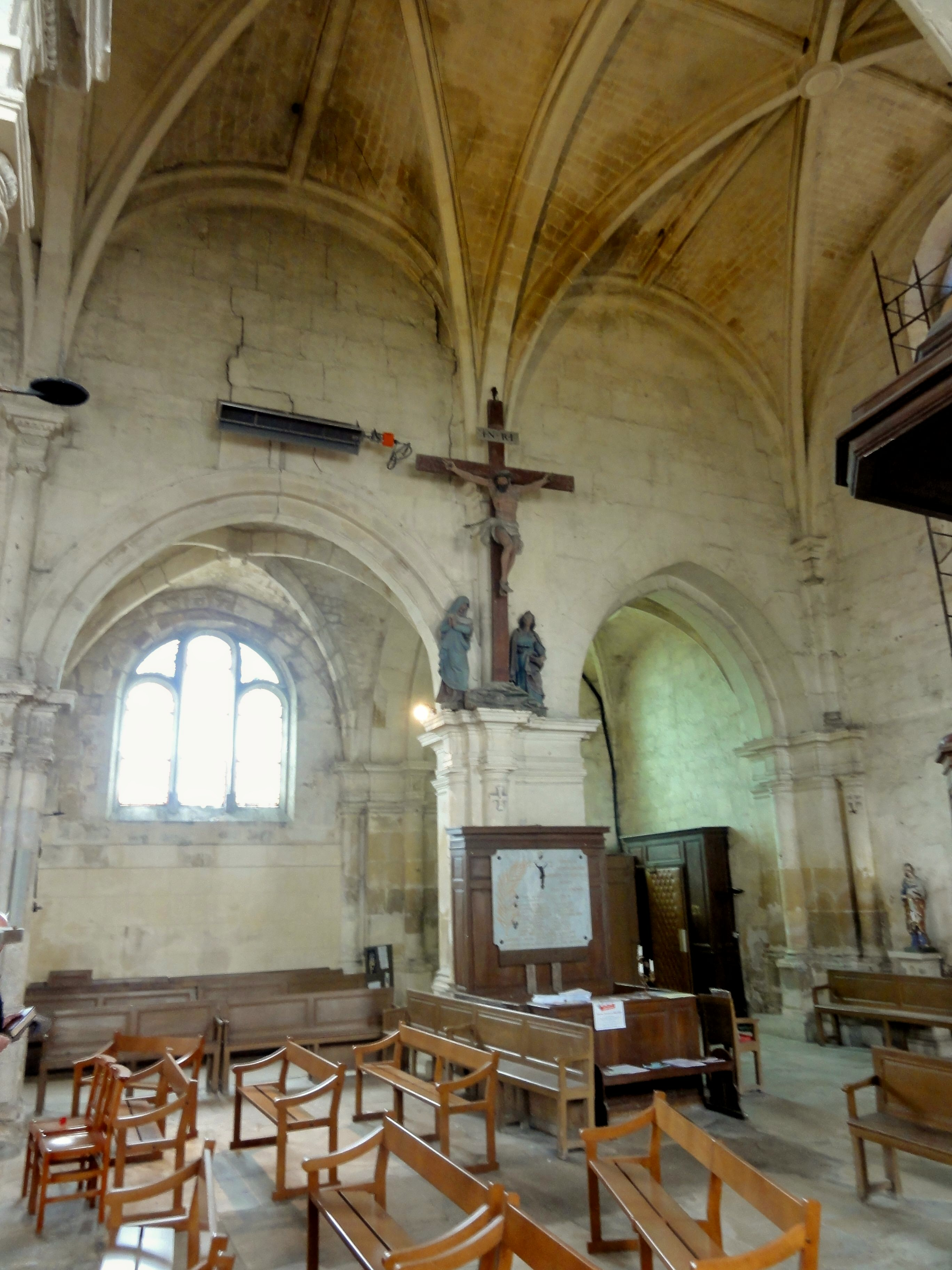
Grandes arcades du sud, 2e travée et base du clocher.

Selon les idées de Nicolas de Saint-Michel, l'intérieur est sobre, élégant et lumineux ; l'absence d'éclairage direct dans la nef étant compensée par des fenêtres de dimensions généreuses dans les bas-côtés et dans l'abside. La disposition générale répond toujours aux principes de l'architecture gothique. Étant donné que l'église s'est construite dans un délai de trois ans seulement, avec les exceptions déjà évoquées, l'organisation intérieure ne présente pas d'irrégularités majeures. Le vaisseau central de cinq travées communique avec les bas-côtés par des arcades largement ouvertes qui sont généralement en tiers-point, ce qui est tout à fait exceptionnel pour la période de construction. Les arcades de la deuxième travée sont en plein cintre du fait de sa profondeur plus importante ; pour maintenir le niveau des chapiteaux, la seule alternative aurait été un arc brisé surbaissé. Le clocher impose une autre contrainte. Afin de laisser de la place à sa pile nord-est peu volumineuse, la première grande arcade est plus étroite que les autres, et elle n'est par ailleurs pas moulurée. Les arcades reposent sinon sur des demi-colonnes aux bases attiques, engagées dans des piles de section carrée, l'ensemble étant placé sur de hauts socles cruciformes, qui eux-mêmes reposent sur des dalles carrées marquant l'aboutissement des fondations.
Les chapiteaux des grandes arcades sont doriques, mais l'échine est agrémenté d'un rang d'oves, identiques à celles des corniches à l'extérieur. Chaque chapiteau est surmonté d'une section d'entablement complet, dont le relief se poursuit sur les angles saillants des piles. L'entablement comporte une architrave à deux bandeaux, une frise à diglyphes et gouttes en forme de pyramide, et une corniche. Un quart-de-rond décoré d'oves sépare la frise de la corniche. Du côté de la nef, les entablements supportent des demi-colonnes, qui sont engagées dans les murs latéraux et destinées à supporter les voûtes de la nef. Ces colonnes ont également des bases attiques, mais leurs chapiteaux sont ioniques. Les coussinets sont en forme de balustres et décorés de feuilles d'acanthe qui en épousent les contours. Les gorges des balustres sont bordées de chapelets de perles. Ces chapiteaux ioniques sont également surmontés de sections d'entablement, plus élaborés qu'au niveau des grandes arcades. Les bandeaux sont au nombre de trois. Le massif de la frise est galbé de façon convexe, et elle comporte un plastron avec deux postes affrontés, motif déjà observé sur le chevet, et des feuilles d'acanthe stylisées aux angles. La corniche est à denticules et garni de pommes de pin, dont certaines sont malheureusement manquantes. Charles Terrasse qualifie cette ordonnance de bien conçue, et de bien rendue, apportant une réelle élégance à la construction. L'ordonnance n'est pas seulement la même sur toutes les piles de la nef ainsi que sur les piliers engagés des bas-côtés, mais elle a été appliquée avec d'infimes variations dans les églises de Mareil-en-France et du Plessis-Gassot, du même architecte.
Les grandes arcades sont à double rouleau et présentent donc deux larges bandeaux superposés, avec une baguette à la limite supérieure ainsi qu'à la limite inférieure. L'arête entre les deux rangs de claveaux est moulurée d'un quart de rond et d'un filet. Les doubleaux des voûtes du vaisseau central sont deux fois plus larges que les ogives, mais répondent au même profil et ont l'intrados plat. Ils sont posés sur un bandeau, auquel ils sont reliés par un quart-de-rond concave. Les arêtes sont agrémentées d'un filet bien dégagé. Il existe des liernes qui suivent les lignes de faîte parfaitement horizontales des voûtes ; moins larges encore que les ogives, leur profil est en même temps compacté. Contrairement aux grandes arcades, les doubleaux et formerets sont en plein cintre. Avant de retomber sur les entablements du second ordre, les nervures s'interpénètrent, car le doubleau est à lui seul aussi large que les colonnes engagées. Les clés de voûte de même que les clés d'arc des doubleaux sont ornées de petites rosaces ou de cartouches. L'ornementation est complétée par de courtes barres perpendiculaires aux liernes, et des rosaces aux intersections. La platitude et la nudité des murs hauts de la nef contrastent avec la décoration soignée des chapiteaux, des entablements et des voûtes ; il n'y a même pas le moindre bandeau horizontal,.

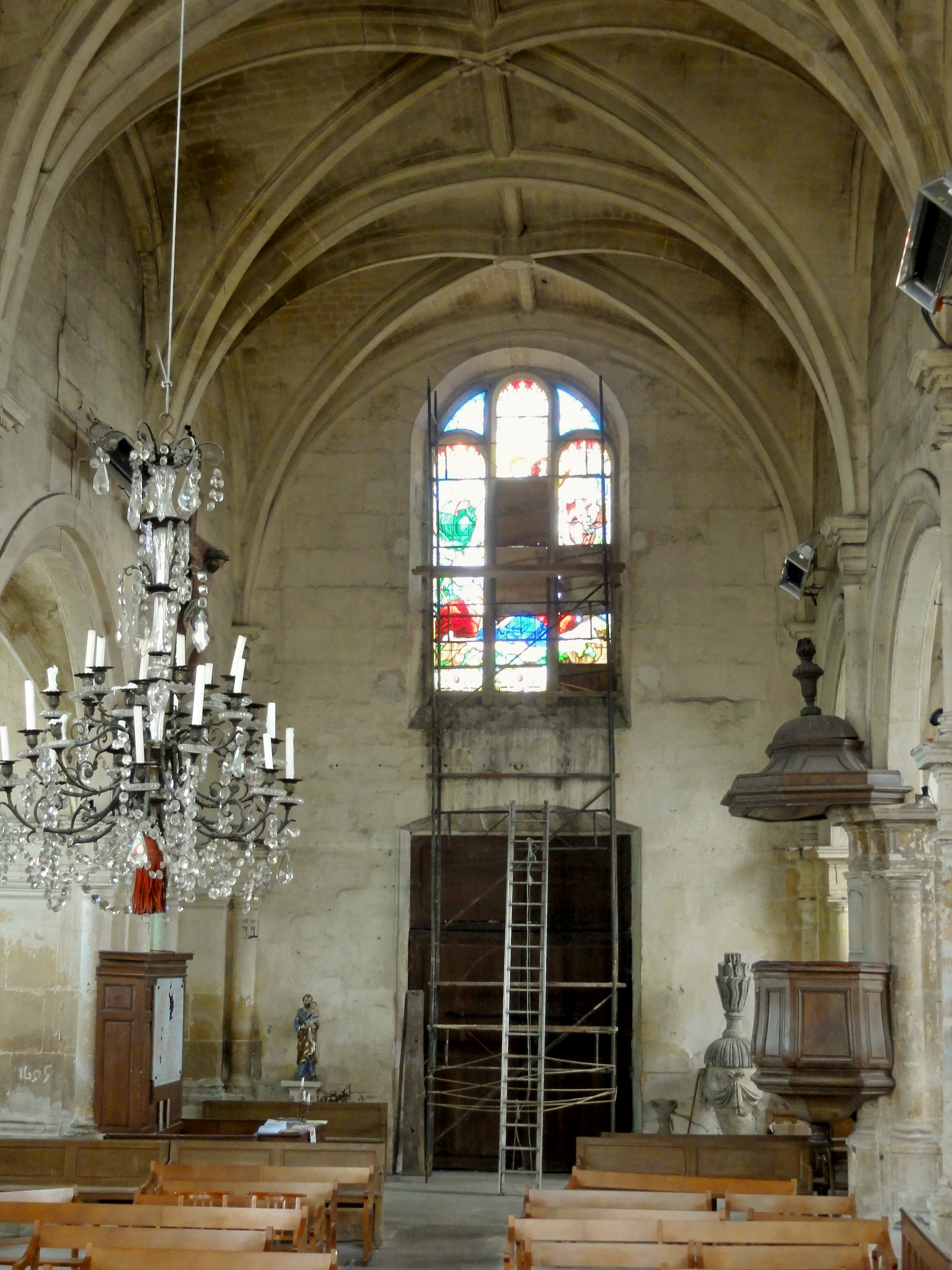
Nef, vue vers l'ouest.
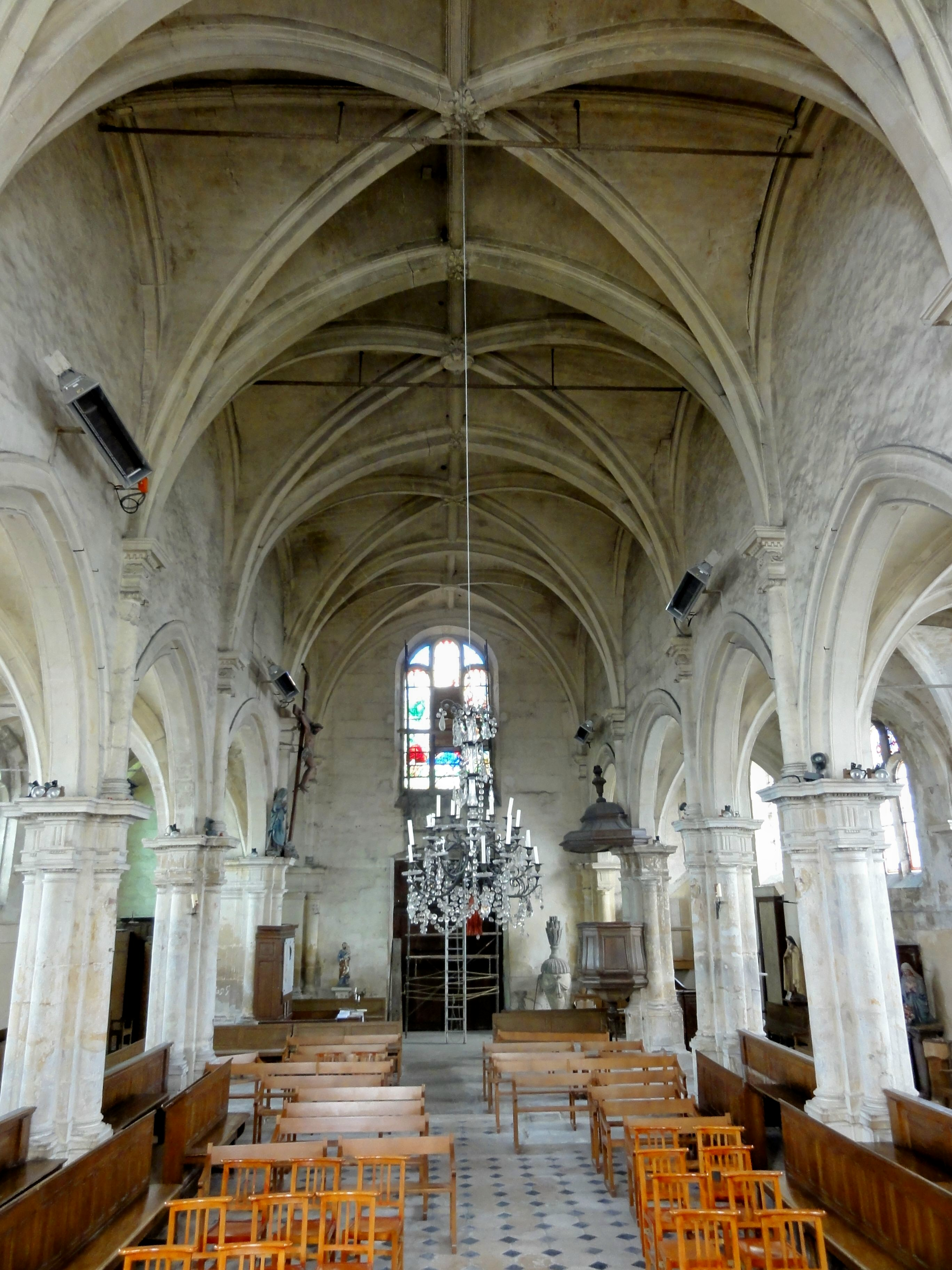
Nef, vue vers l'ouest.
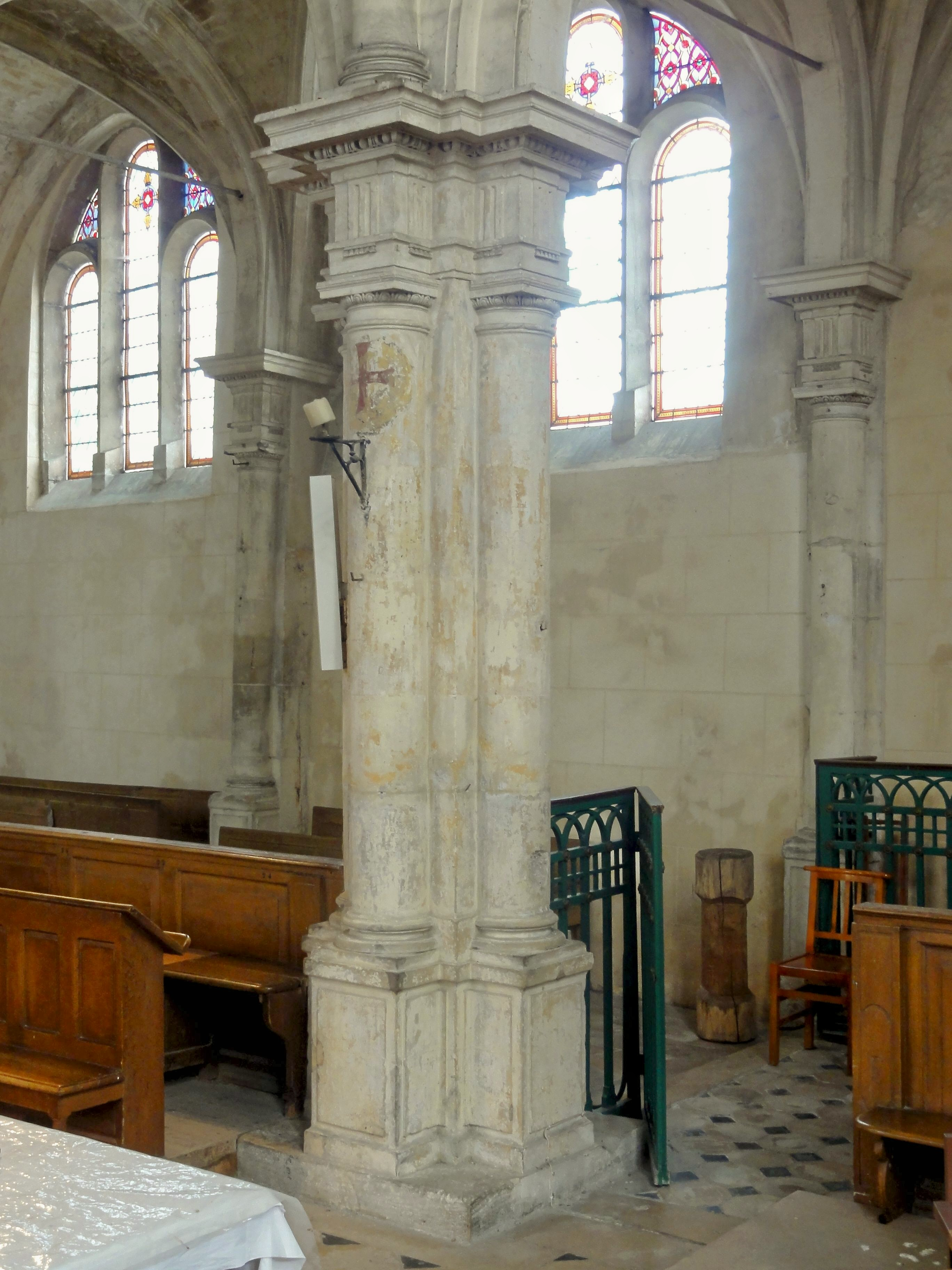
Pilier des grandes arcades.
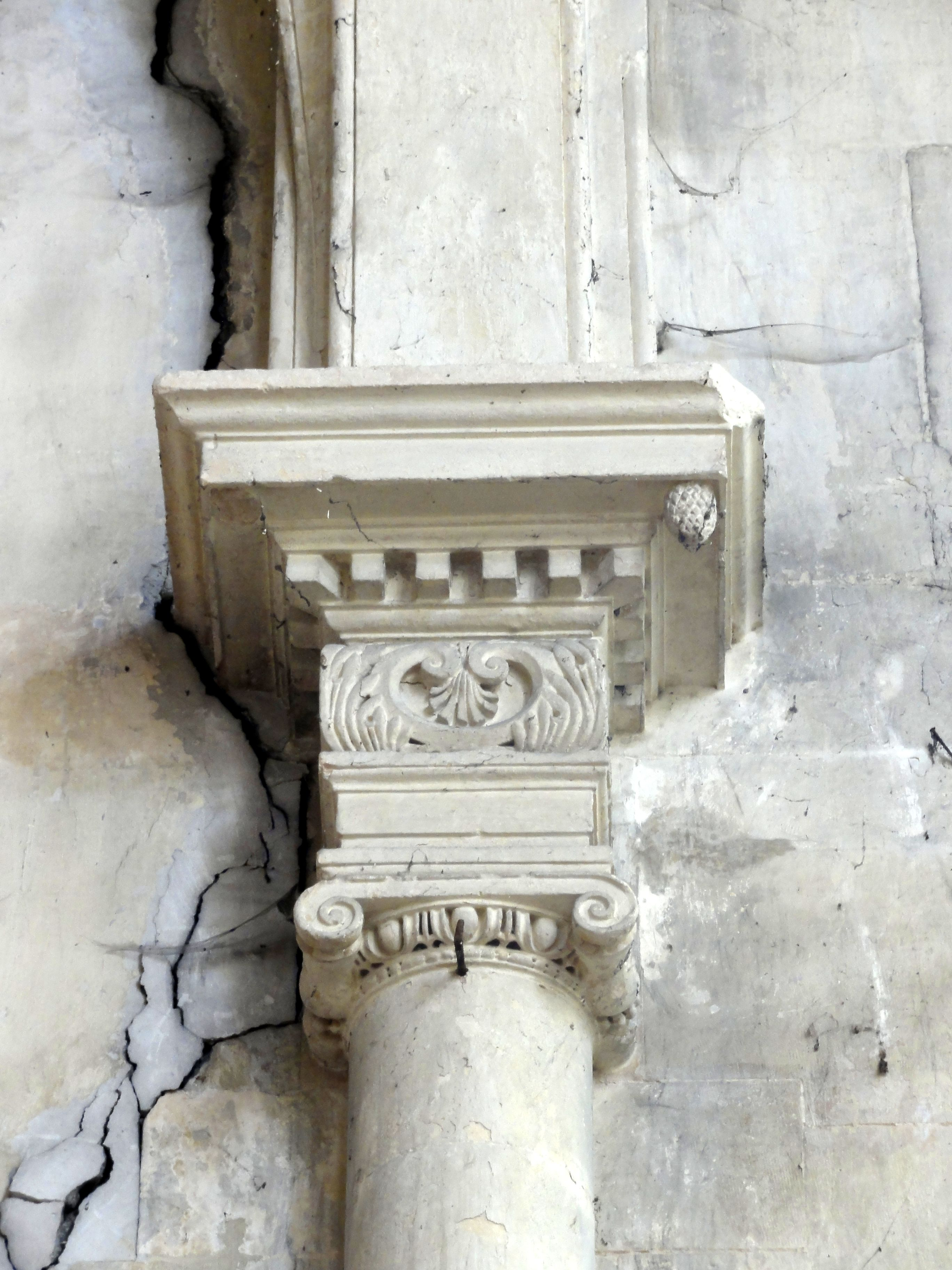
Chapiteau du 2e ordre.
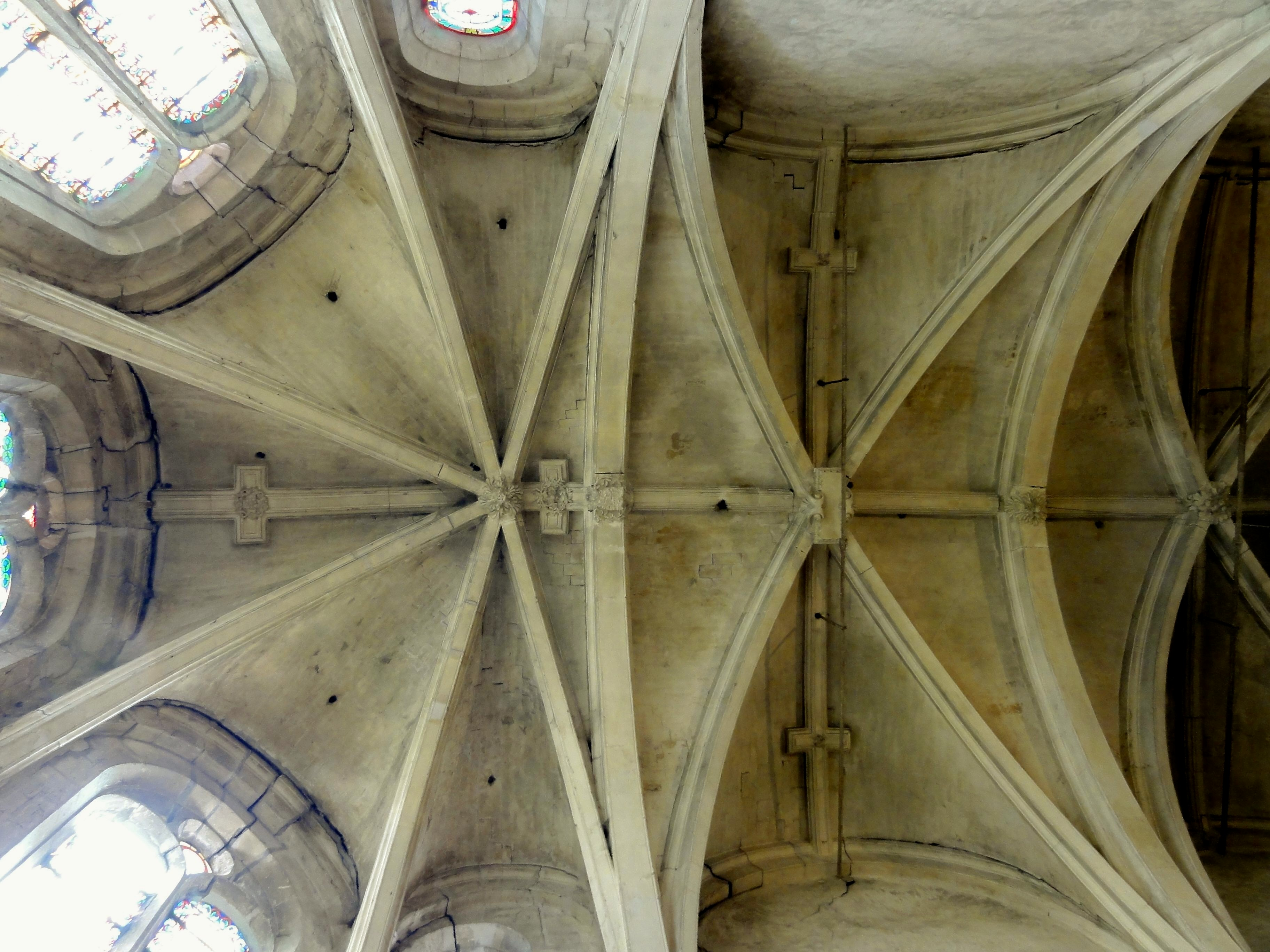
Voûtes des dernières travées.
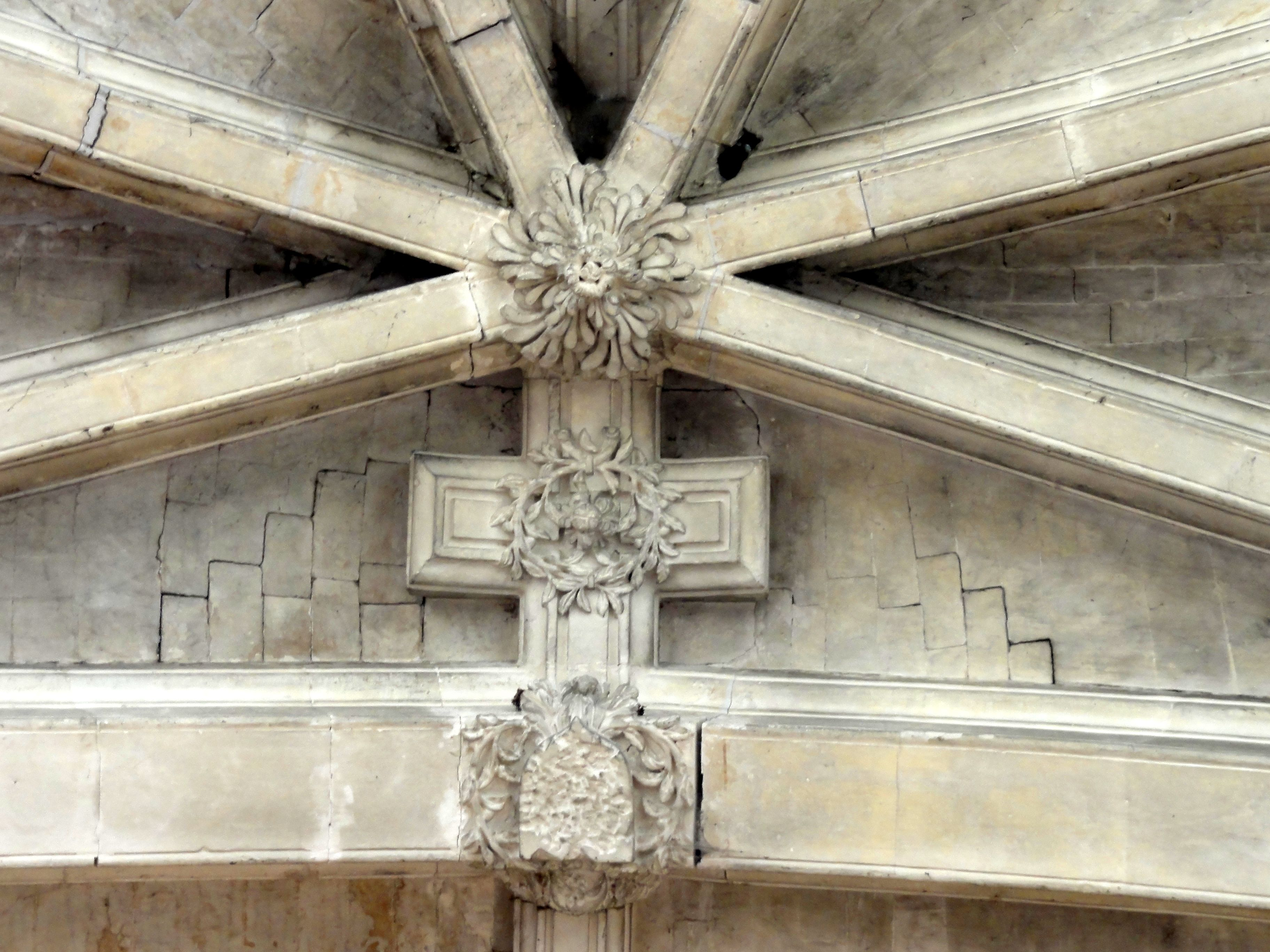
Clé de voûte de l'abside.

#### Abside

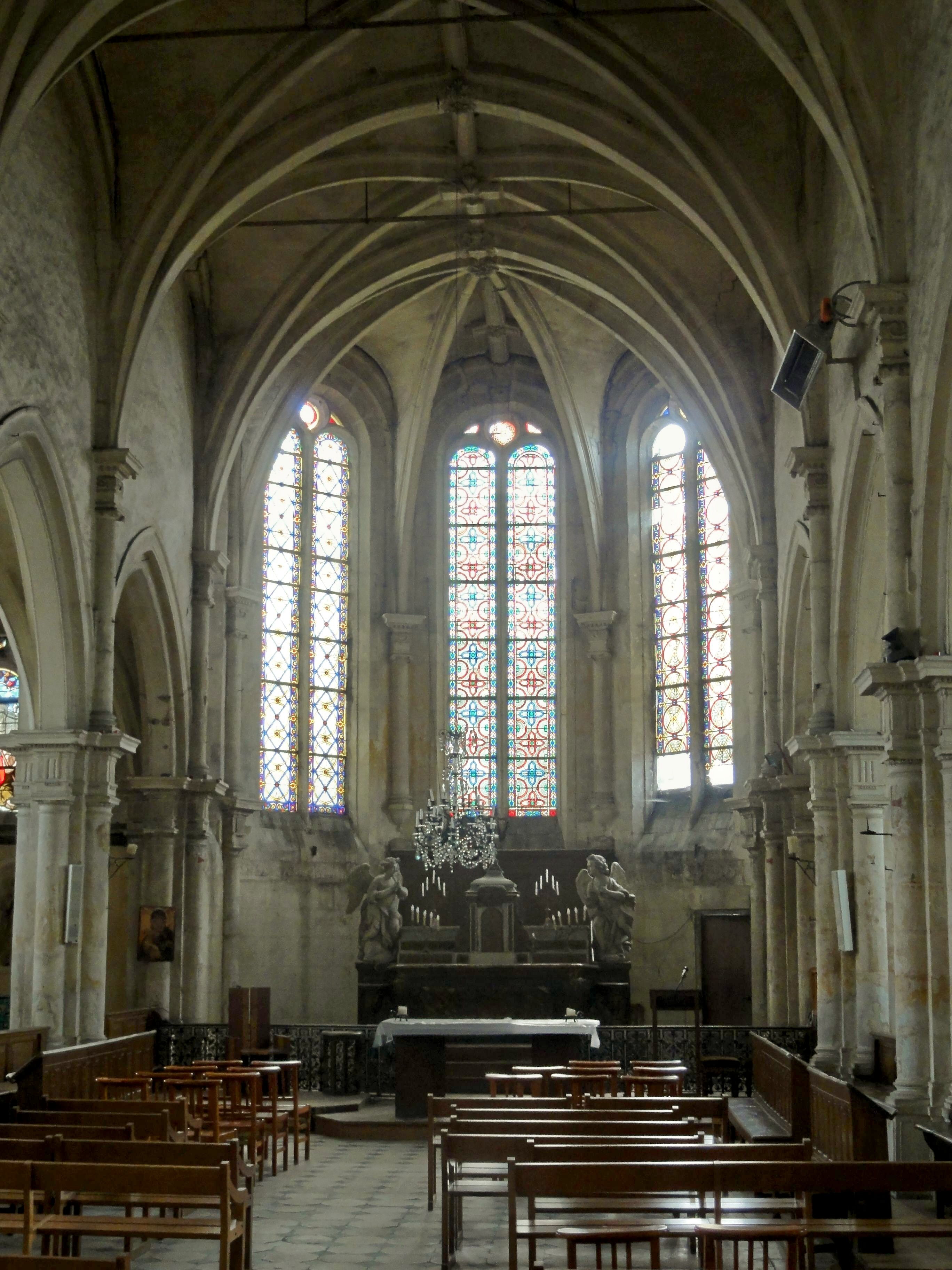
Vue vers l'abside.

« Le chœur, simple et clair, offre un ensemble agréable à l'œil » (Charles Terrasse). Les supports s'organisent de la même façon que dans la nef, et malgré l'absence de grandes arcades, comportent deux colonnes engagées superposées. Les colonnettes inférieures avec leurs entablements ne manquent que de part et d'autre de la baie d'axe, où des culs-de-lampe s'y substituent, sans doute pour permettre l'installation d'un retable. Le seuil des fenêtres de l'abside se situe au même niveau que dans les bas-côtés, mais les baies étroites et élancées montent jusqu'aux formerets. Les soubassements des fenêtres ne sont pas décorés. Le doubleau à l'entrée de l'abside et la voûte de celle-ci existaient probablement en 1574. L'on y voit effectivement un écusson martelé, qui avant la Révolution française devait comporter les armes des Célestins de Paris. La lierne au-dessus de la baie d'axe présente un crucifix au milieu d'une couronne d'épines. Bien que les premières voûtes de la nef n'aient été ajoutées qu'en 1817, l'harmonie de l'édifice de Nicolas de Saint-Michel reste parfaite. L'architecte du début du XIXe siècle a respecté l'esprit de son œuvre en employant les profils et motifs décoratifs relevés sous la voûte de l'abside. Comme toujours dans les absides polygonales, l'étroitesse des pans rend les formerets surhaussés. Puisqu'ils sont malgré tout en plein cintre, ils comportent de longues portions verticales, et les voûtains forment comme des abat-jour entre les fenêtres,.

#### Bas-côtés
Les bas-côtés doivent leur caractère aux grandes arcades, aux larges fenêtres et à leurs voûtes d'ogives, qui sont logiquement en tiers-point pour se conformer aux grandes arcades. La sculpture et la modénature sont calquées sur la nef. Des demi-colonnes identiques à celles de la nef sont engagées dans les murs gouttereaux. Dans le bas-côté nord, elles s'adossent à des piliers engagés, dont l'épaisseur compense les variations de largeur que connaît ce vaisseau. Les nervures des voûtes s'interpénètrent avant de retomber sur les entablements, comme c'est le cas dans la nef. Les clés de voûte sont décorées de touffes de palmettes et de cartouches rectangulaires d'un dessin curieux ; la tablette semble retenue par deux petites volutes qui se recourbent sur elle ; et une palmette est insérée dans ces volutes. Le motif est susceptible d'être un plastron déformé et renversé. Un bandeau à peine perceptible court sur le mur extérieur en dessous du seuil des fenêtres, qui elles-mêmes ne possèdent aucune mouluration à part le remplage. Des particularités existent au début de chacun des bas-côtés. Au sud, c'est la base du clocher, où les demi-colonnes sont engagées dans de larges piles, et ou le décor sculpté est réduit : point de rang d'oves dans l'échine des chapiteaux, pas de diglyphes ni de gouttes sur la frise, pas d'oves sous la corniche. La voûte ne dispose pas de formerets, le profil des ogives est simplifié, et elle est percée d'un trou pour la remontée des cloches. Au nord, le mur occidental possède une porte qui dessert la cage d'escalier qui se trouve derrière ; au-dessus de l'escalier, le mur est en colombages. Hormis ce détail et la porte bouchée surmonté d'un oculus dans la dernière travée, le bas-côté nord est intérieurement de la même homogénéité que le bas-côté sud. Les extrémités des bas-côtés sont aménagées comme chapelles et clôturées par des grilles, à l'instar de l'abside,.

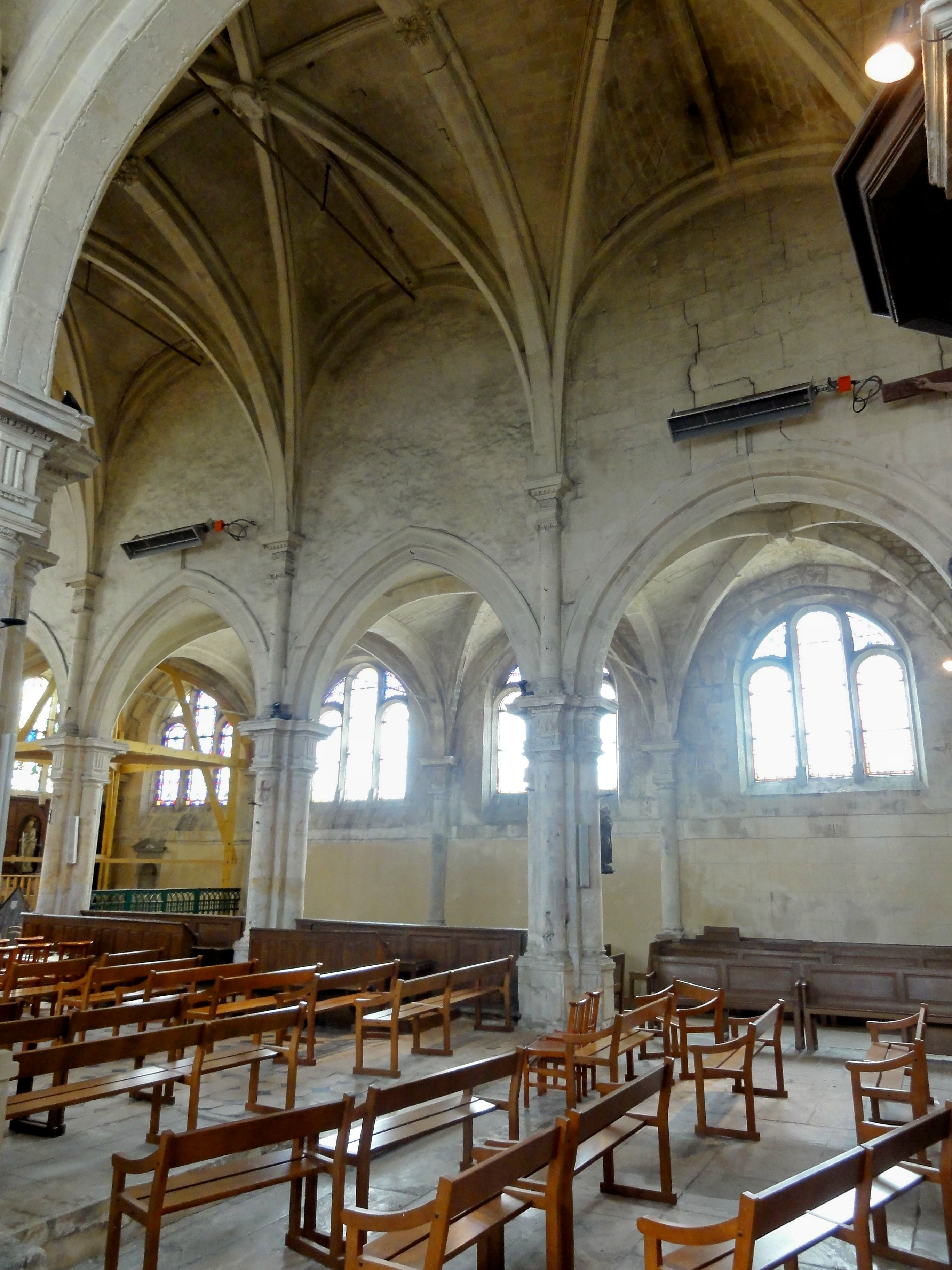
Grandes arcades du sud (4e, 3e, 2e travée).
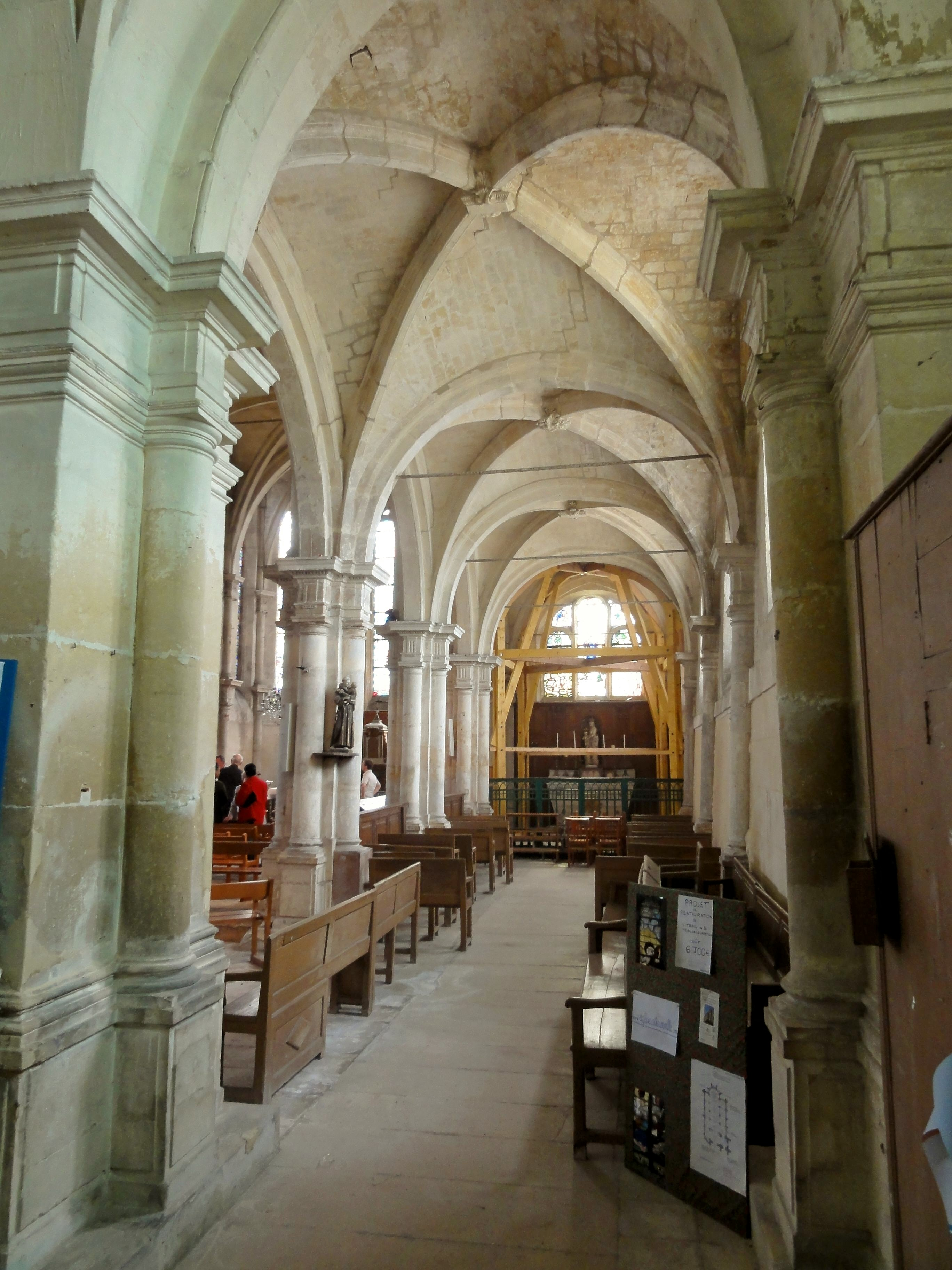
Base du clocher, vue vers l'est.
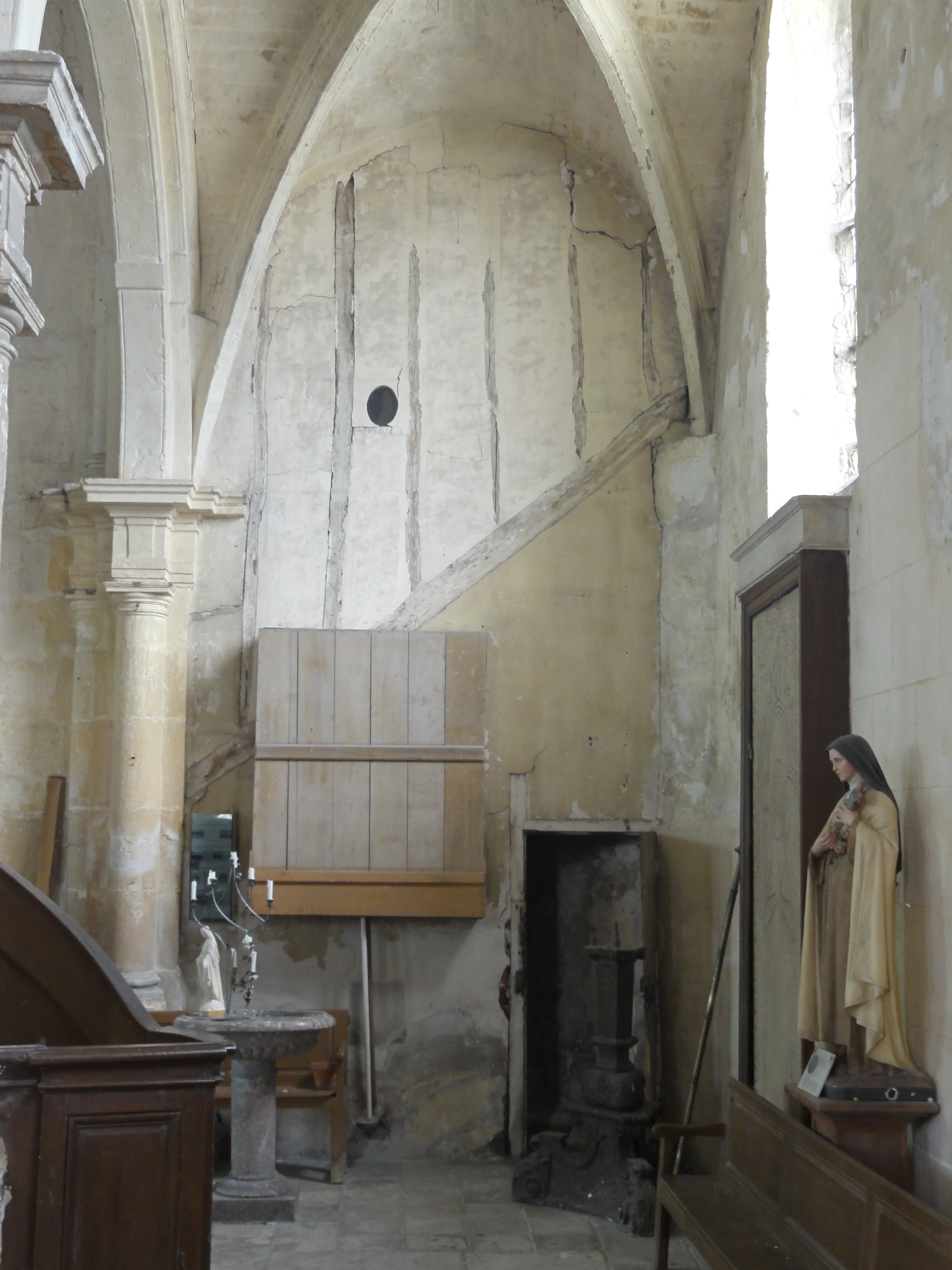
Bas-côté nord, extrémité occidentale.
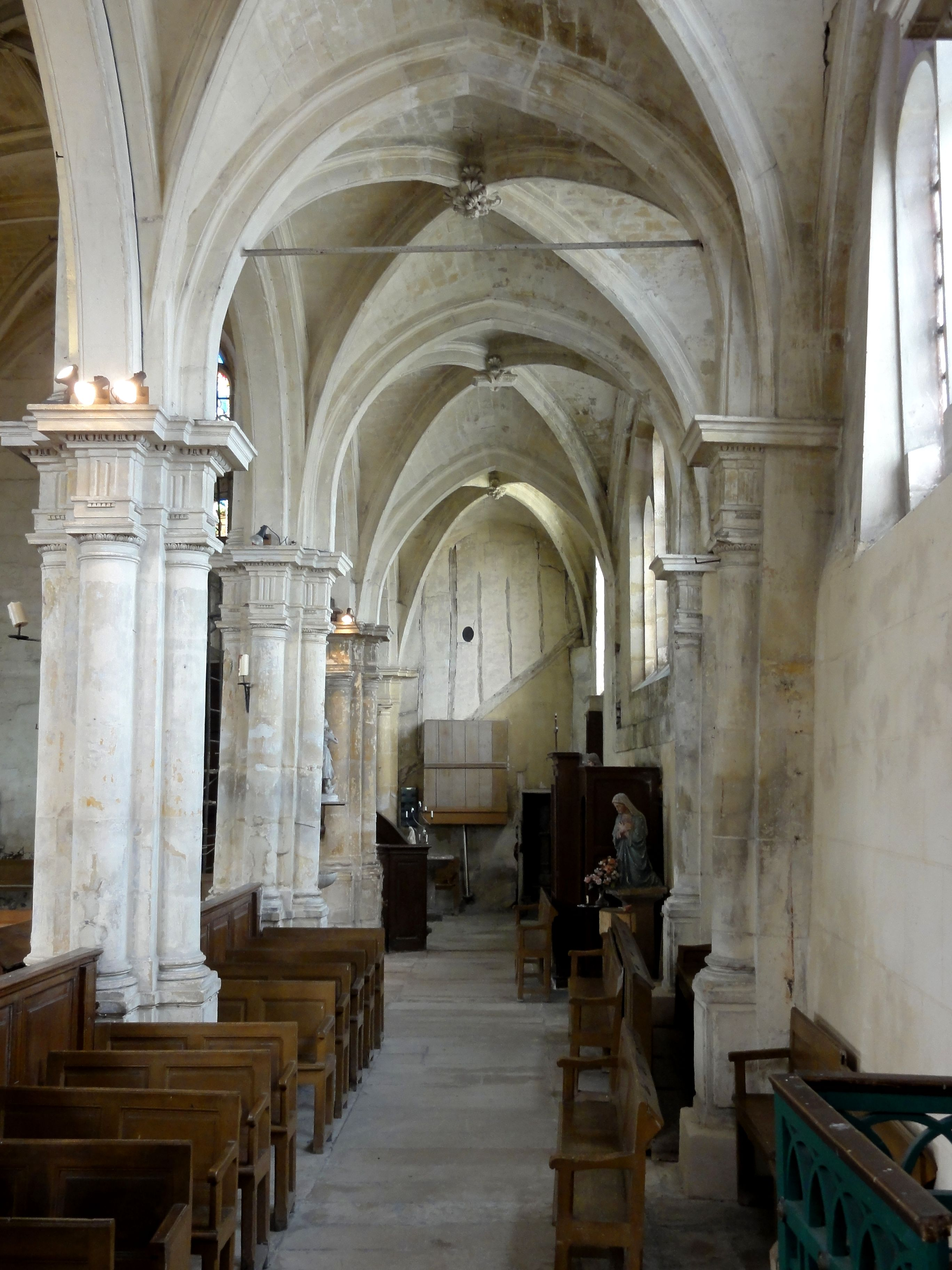
Bas-côté nord, vue vers l'ouest.
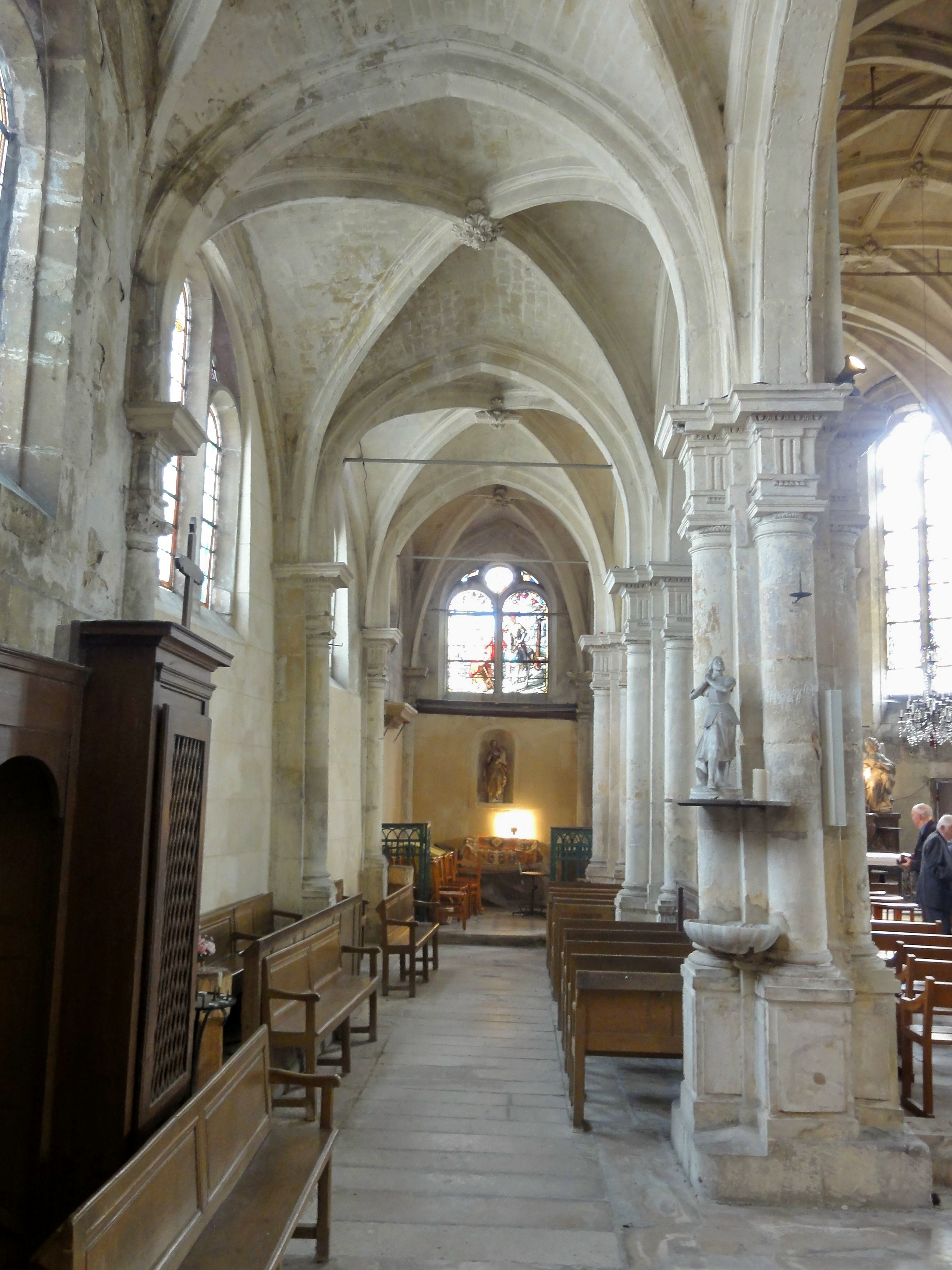
Bas-côté nord, vue vers l'est.
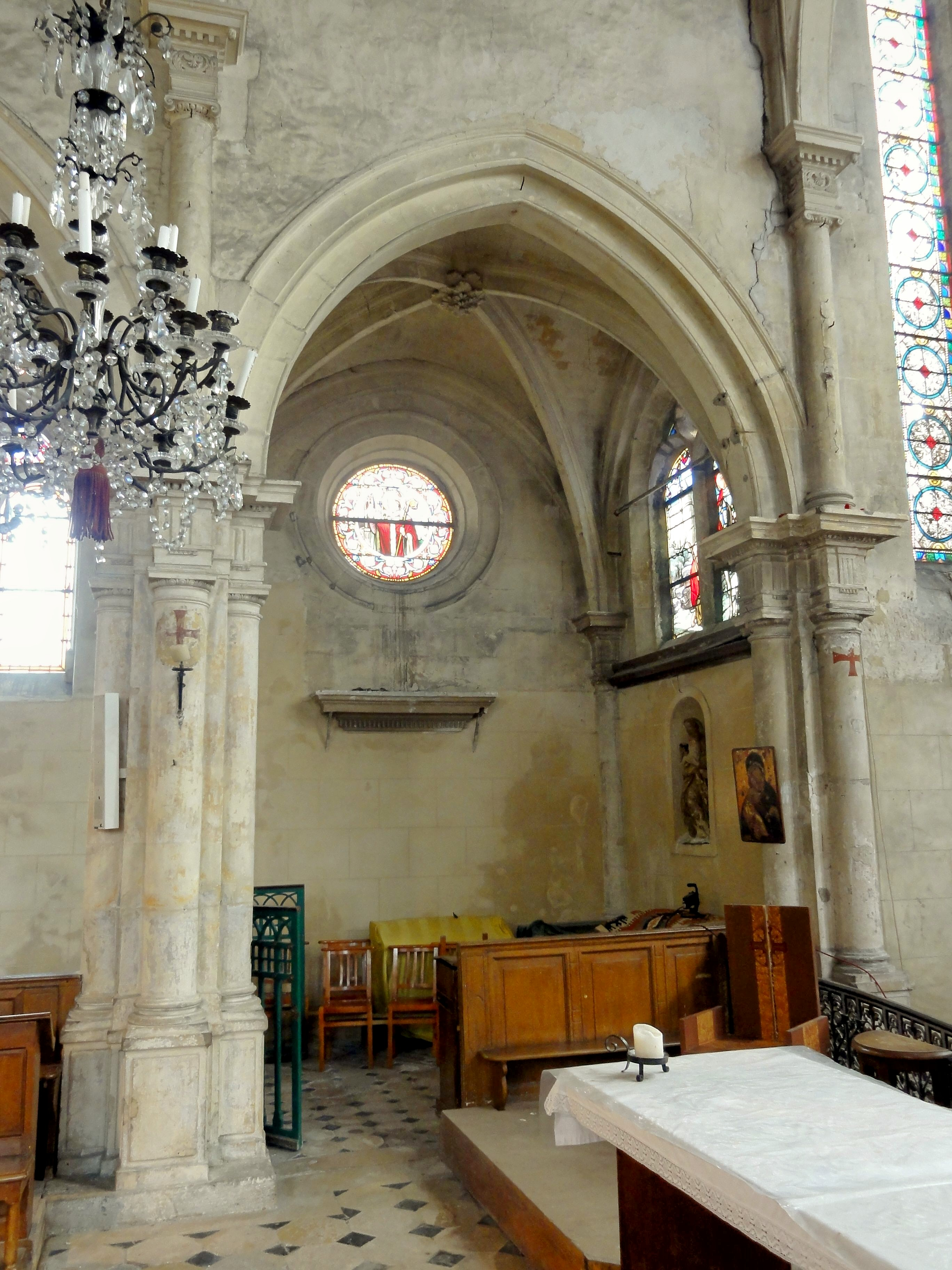
Bas-côté nord, dernière travée ; porte bouchée.

## Mobilier
L'église Saint-Martin comporte trois éléments de mobilier et une verrière classés monuments historiques au titre des objets entre 1905 et 1915 :
- Une statue de la Vierge à l'Enfant en pierre taillée polychrome, haute de 110 cm, et datant du XVIe siècle, bien que datée du XVIIIe siècle lors du classement en 1915[15] ;
- Un aigle lutrin de la fin du XVIIe siècle ou du début du XVIIIe siècle, n'en restent que le pied et le fût depuis le vol de l'aigle en 1976 ou 1977, constaté en 1982 seulement[16] ;
- Verrière en grisaille « Le triomphe de la Vierge » du dernier quart du XVIe siècle[17] ;
- La dalle funéraire d'Ydoine d'Attainville, morte en 1285[18].

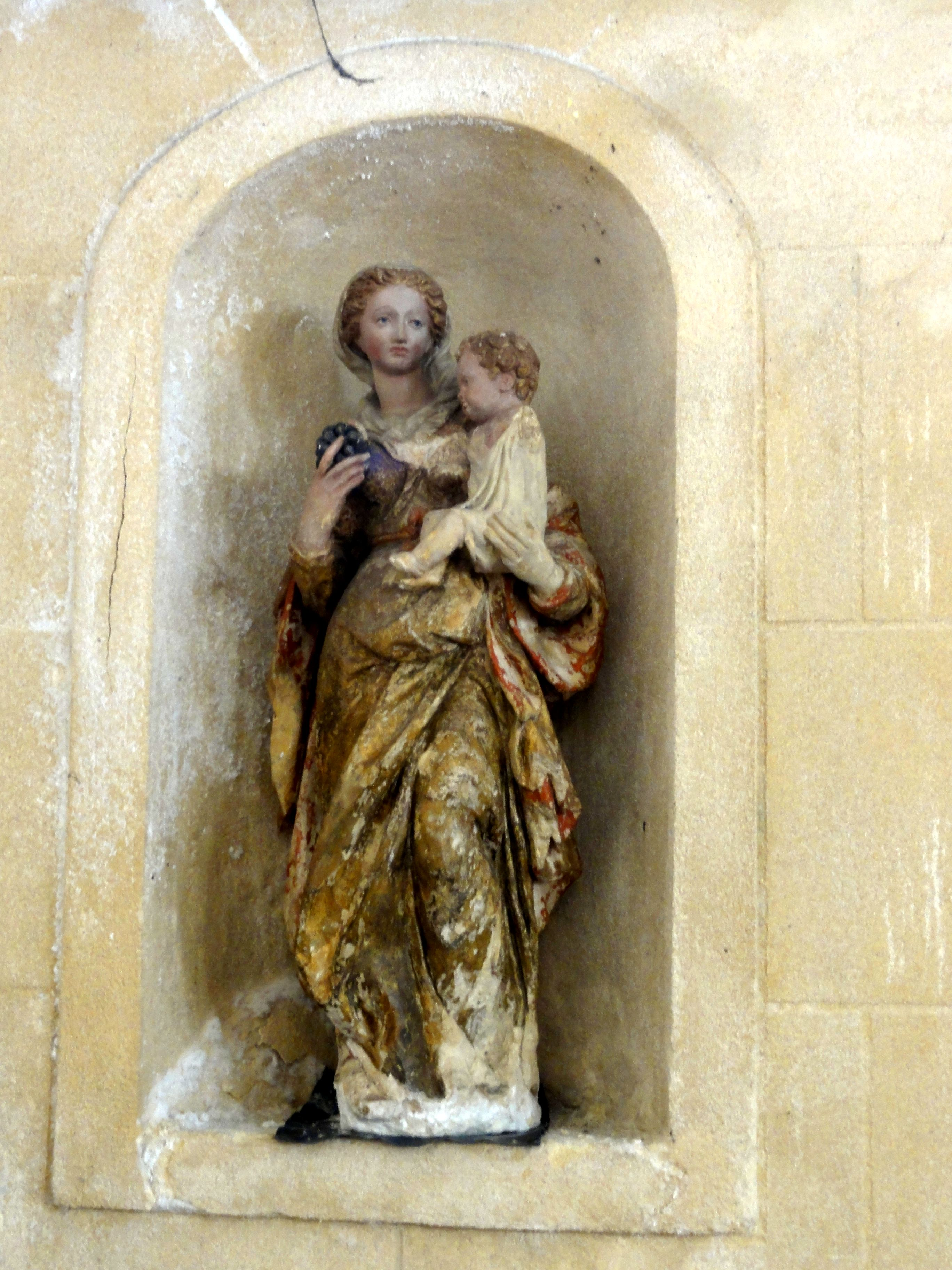
Vierge à l'Enfant.
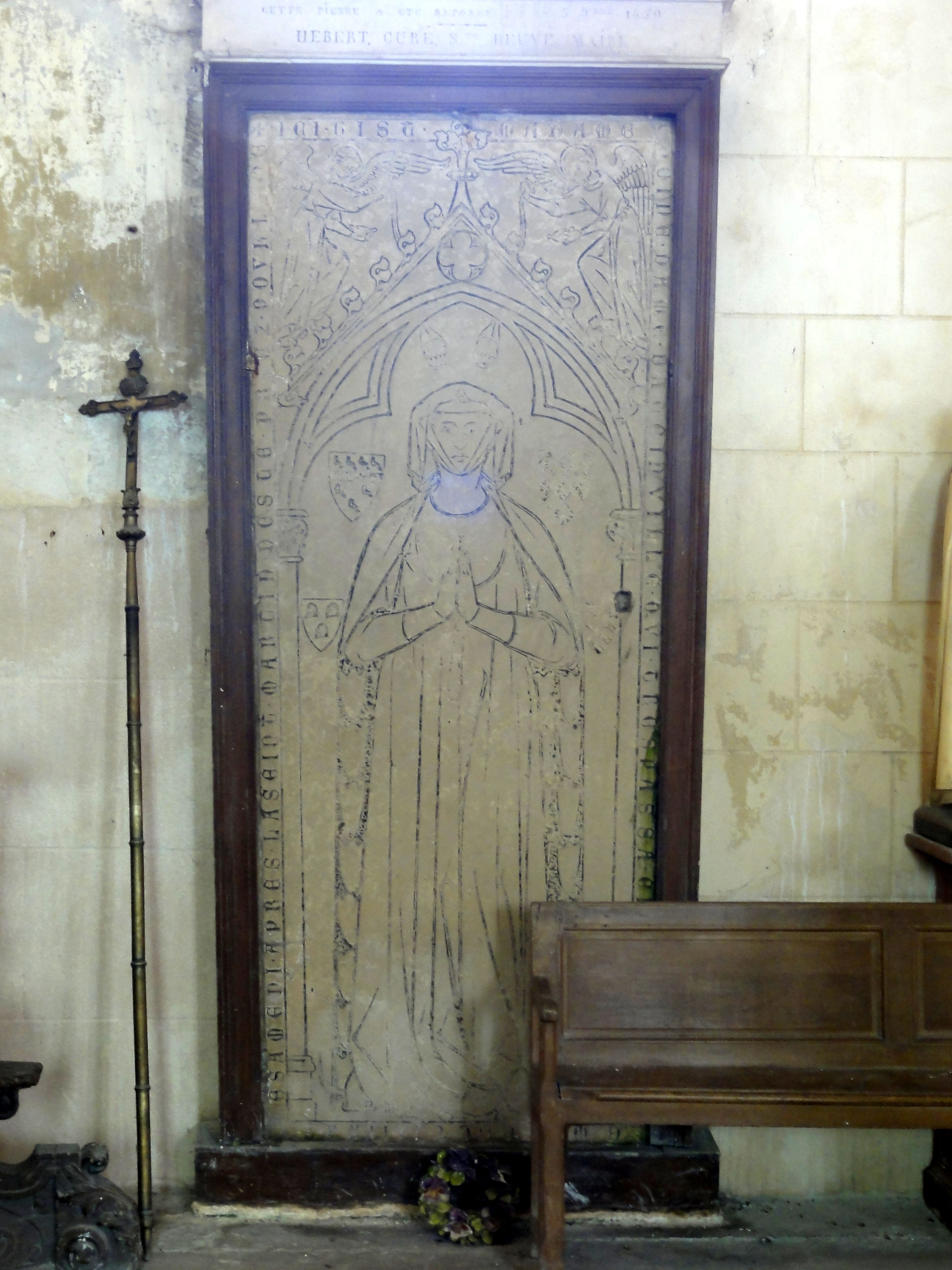
Dalle funéraire de 1285.
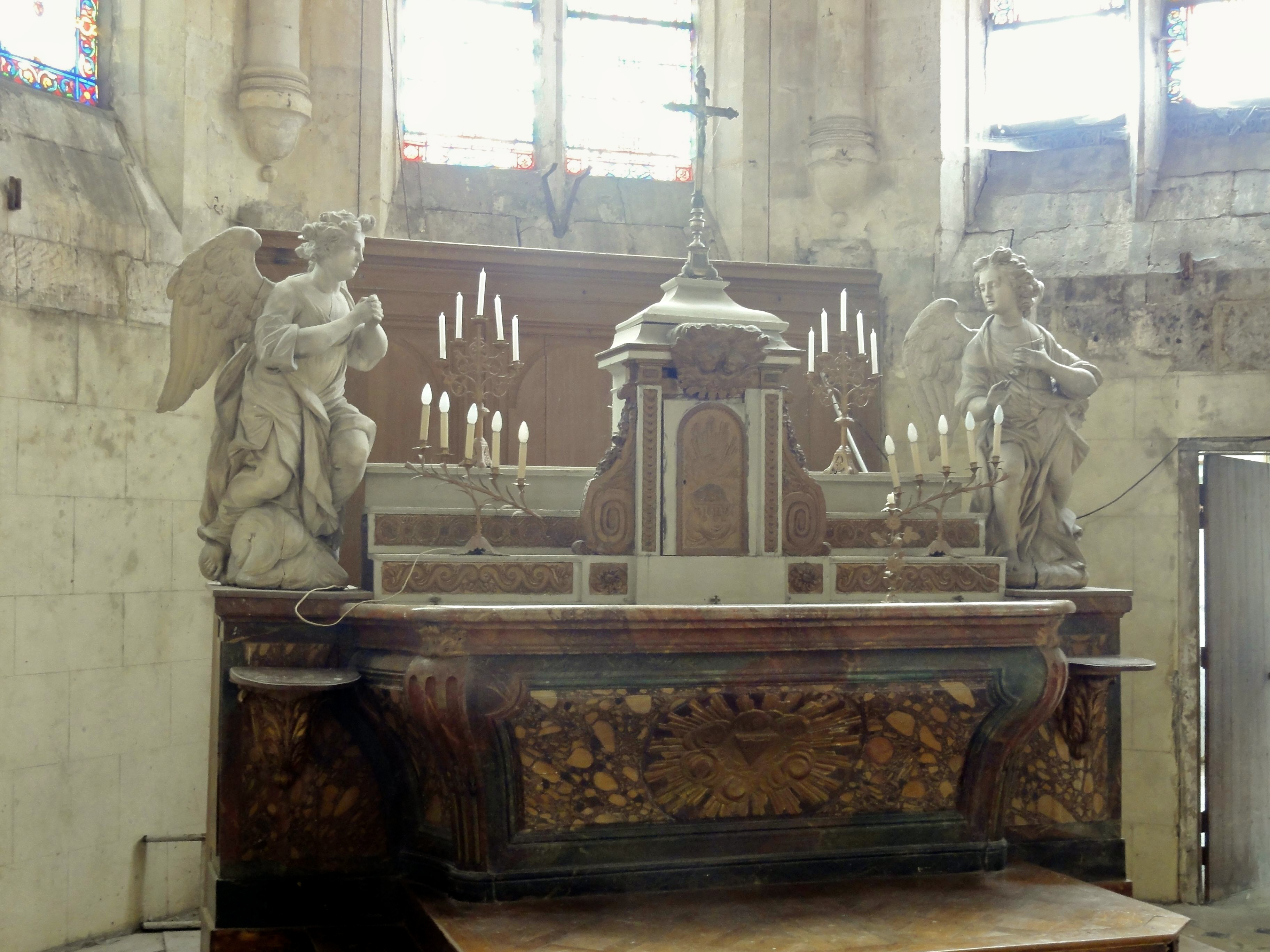
Maître-autel (non classé).
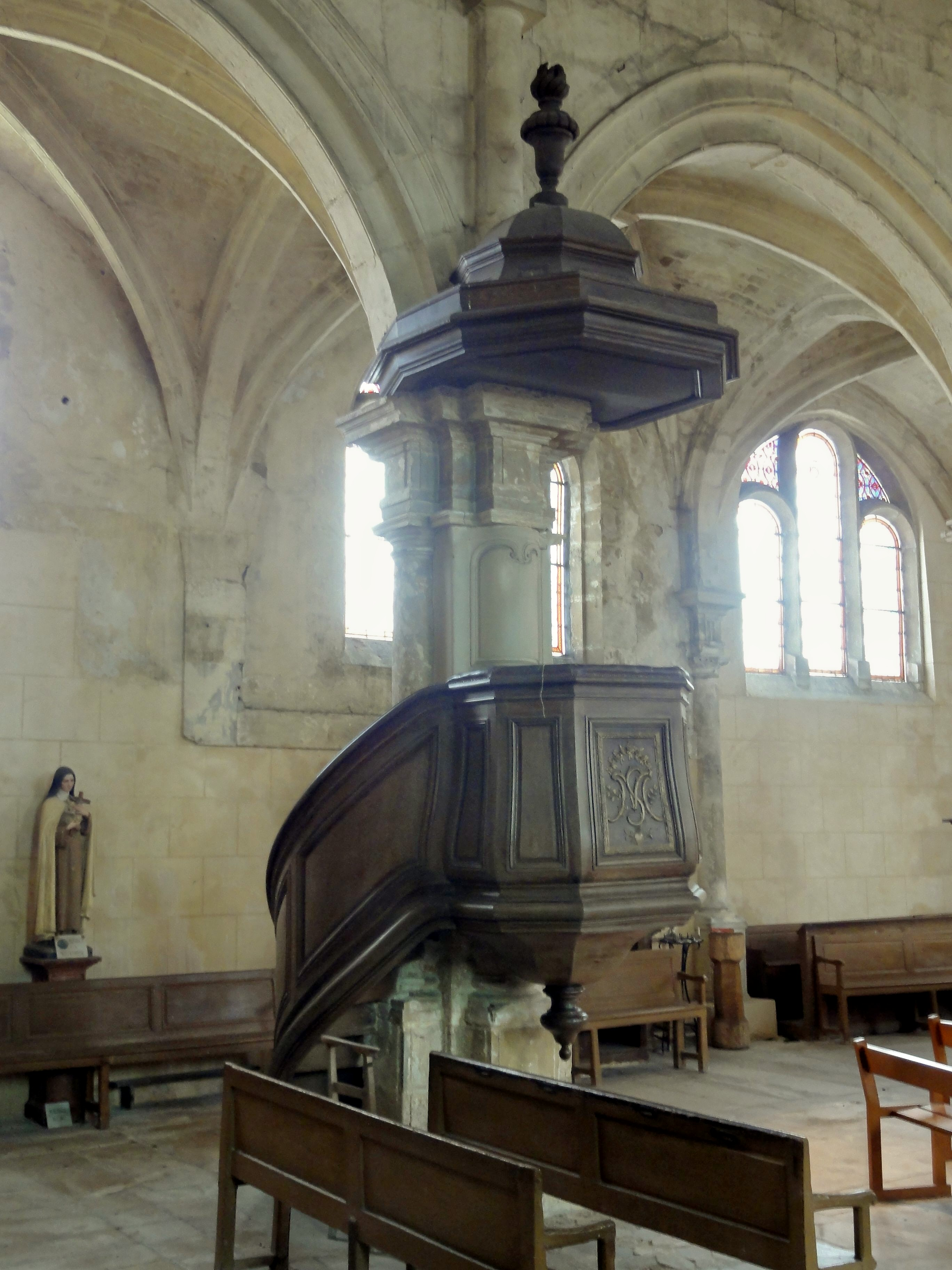
Chaire à prêcher (n.c.).
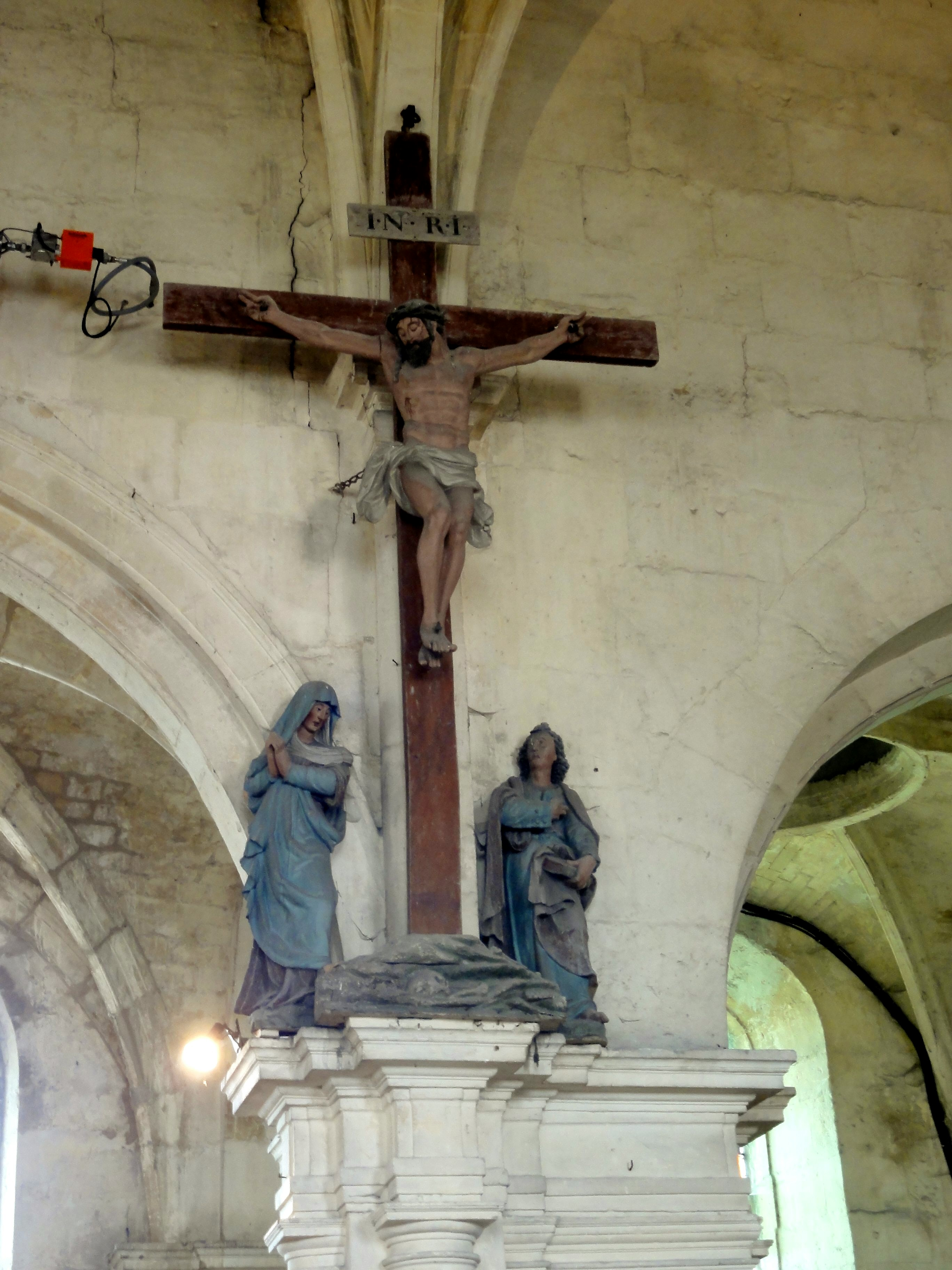
Groupe de crucifixion (n.c.).
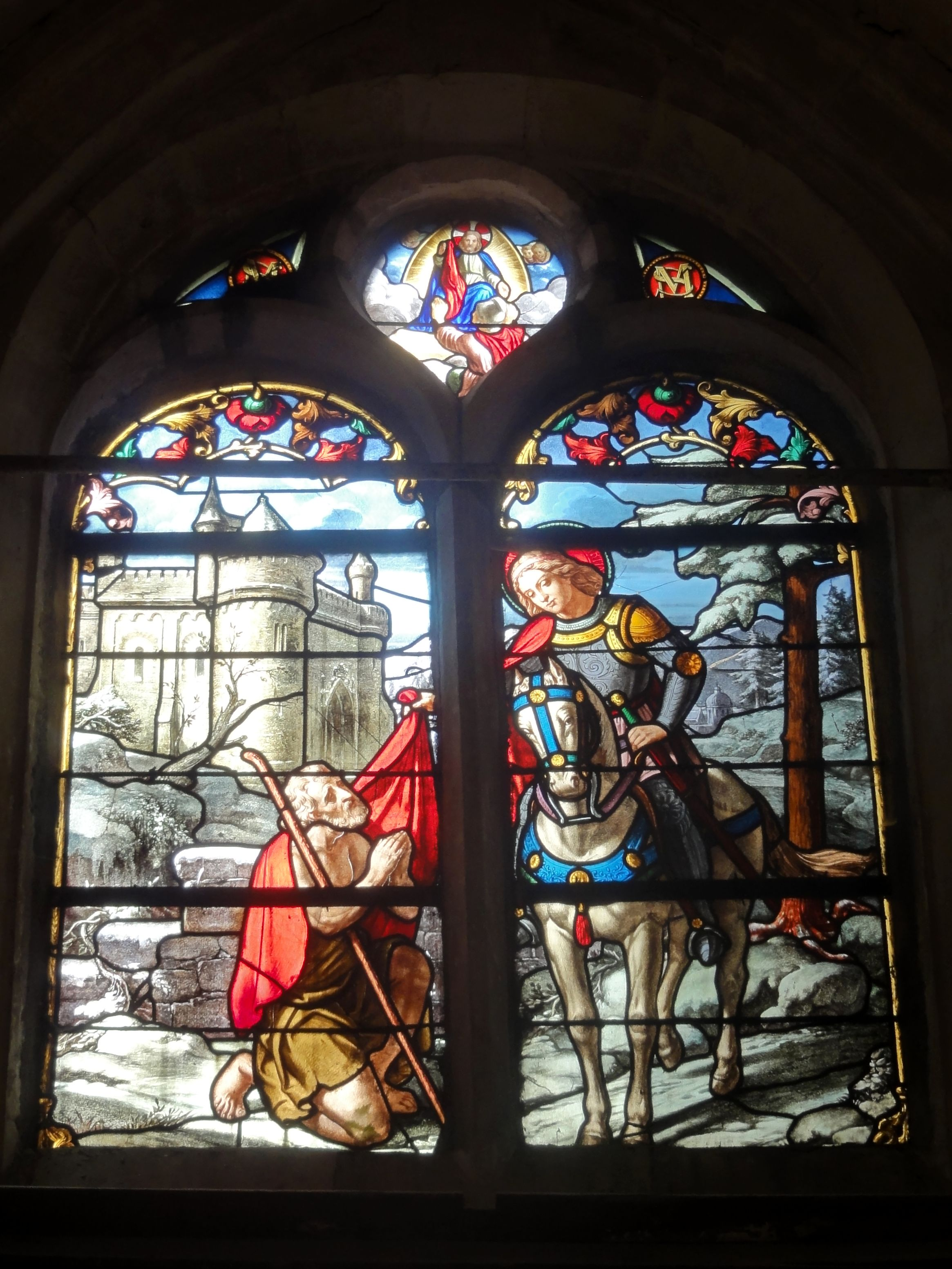
Vitrail de St-Martin (n.c.).